# Liste der Kulturdenkmale in Berlin-Mitte/Friedrichstadt
Auf dieser Seite sind die Kulturdenkmale im Stadtviertel Friedrichstadt im Berliner Ortsteil Mitte aufgelistet. Diese Liste ist Teil der Liste der Kulturdenkmale in Berlin-Mitte. Grundlage ist die Denkmalliste des Landes Berlin, die auf Basis des Berliner Denkmalschutzgesetzes erstmals am 28. September 1995 bekannt gemacht wurde und seither durch das Landesdenkmalamt Berlin geführt und aktualisiert wird.

## Denkmalbereiche (Ensembles)
| Nr.      | Lage | Offizielle Bezeichnung | Bestandteile / Beschreibung | Bild                                |
| -------- | --- | --- | --- | ----------------------------------- |
| 09035001 | Friedrichstraße 81, 165–167, 171 Behrenstraße 27 Französische Straße 18 (Lage) | Ensemble Friedrichstraße I, Wohn- und Geschäftshäuser Baudenkmale siehe: Behrenstraße 27 Friedrichstraße 165; 166; 167 | Weitere Bestandteile des Ensembles: | Weitere Bestandteile des Ensembles: |
| 09035001 | Friedrichstraße 81, 165–167, 171 Behrenstraße 27 Französische Straße 18 (Lage) | Ensemble Friedrichstraße I, Wohn- und Geschäftshäuser Baudenkmale siehe: Behrenstraße 27 Friedrichstraße 165; 166; 167 | 09035026 – Friedrichstraße 81, Mietshaus, 1827 und 1856 |                                     |
| 09035001 | Friedrichstraße 81, 165–167, 171 Behrenstraße 27 Französische Straße 18 (Lage) | Ensemble Friedrichstraße I, Wohn- und Geschäftshäuser Baudenkmale siehe: Behrenstraße 27 Friedrichstraße 165; 166; 167 | 09065004 – Friedrichstraße 171 / Französische Straße 18, Wohn- und Geschäftshaus, 1865, Umbau im Erdgeschoss 1912 von Paul Zimmerreimer, Fassade von 1985–1989 |                                     |
| 09065014 | Gendarmenmarkt 1–7 Behrenstraße 32–34 Charlottenstraße 33, 33A, 52–54, 60 Französische Straße 24–33C, 40, 42/44 Hausvogteiplatz 1–9, 12, 13 Jägerstraße 20–28, 31–33, 43, 44, 48–60 Jerusalemer Straße 12 Kronenstraße 48 Markgrafenstraße 34–41, 46 Mohrenstraße 20, 21, 30, 37, 39–42, 45 Niederwallstraße 3–10, 39 Oberwallstraße 6, 7, 9 Taubenstraße 19, 20, 23–33 (Lage) | Gendarmenmarkt & Hausvogteiplatz, Wohn- und Geschäftshäuser Gesamtanlage siehe: Markgrafenstraße 38 Baudenkmale siehe: Behrenstraße 32–34 Charlottenstraße 53–54, 60 Französische Straße 32 Gendarmenmarkt 1–2; 3–4; 5–6, (Schillerdenkmal) Hausvogteiplatz 1; 3–4; 8–9; 12; (U-Bahnhof) Jägerstraße 28; 33; 42–44; 49–50; 51; 54–55 Markgrafenstraße 39–41; 46 Mohrenstraße 20–21; (Mohrenkolonnaden) Niederwallstraße 6–7; 8–9; 39 Oberwallstraße 6–7 Taubenstraße 23; 26 | Weitere Bestandteile des Ensembles: | Weitere Bestandteile des Ensembles: |
| 09065014 | Gendarmenmarkt 1–7 Behrenstraße 32–34 Charlottenstraße 33, 33A, 52–54, 60 Französische Straße 24–33C, 40, 42/44 Hausvogteiplatz 1–9, 12, 13 Jägerstraße 20–28, 31–33, 43, 44, 48–60 Jerusalemer Straße 12 Kronenstraße 48 Markgrafenstraße 34–41, 46 Mohrenstraße 20, 21, 30, 37, 39–42, 45 Niederwallstraße 3–10, 39 Oberwallstraße 6, 7, 9 Taubenstraße 19, 20, 23–33 (Lage) | Gendarmenmarkt & Hausvogteiplatz, Wohn- und Geschäftshäuser Gesamtanlage siehe: Markgrafenstraße 38 Baudenkmale siehe: Behrenstraße 32–34 Charlottenstraße 53–54, 60 Französische Straße 32 Gendarmenmarkt 1–2; 3–4; 5–6, (Schillerdenkmal) Hausvogteiplatz 1; 3–4; 8–9; 12; (U-Bahnhof) Jägerstraße 28; 33; 42–44; 49–50; 51; 54–55 Markgrafenstraße 39–41; 46 Mohrenstraße 20–21; (Mohrenkolonnaden) Niederwallstraße 6–7; 8–9; 39 Oberwallstraße 6–7 Taubenstraße 23; 26 | 09096043 – (05/2021) Charlottenstraße 52 / Französische Straße 25, Internat der Akademie für Gesellschaftswissenschaften, 1980–1983 von Manfred Prasser, Ernst Wallis, Wolfgang Sebastian, Dieter Bankert                                                         |                                     |
| 09065014 | Gendarmenmarkt 1–7 Behrenstraße 32–34 Charlottenstraße 33, 33A, 52–54, 60 Französische Straße 24–33C, 40, 42/44 Hausvogteiplatz 1–9, 12, 13 Jägerstraße 20–28, 31–33, 43, 44, 48–60 Jerusalemer Straße 12 Kronenstraße 48 Markgrafenstraße 34–41, 46 Mohrenstraße 20, 21, 30, 37, 39–42, 45 Niederwallstraße 3–10, 39 Oberwallstraße 6, 7, 9 Taubenstraße 19, 20, 23–33 (Lage) | Gendarmenmarkt & Hausvogteiplatz, Wohn- und Geschäftshäuser Gesamtanlage siehe: Markgrafenstraße 38 Baudenkmale siehe: Behrenstraße 32–34 Charlottenstraße 53–54, 60 Französische Straße 32 Gendarmenmarkt 1–2; 3–4; 5–6, (Schillerdenkmal) Hausvogteiplatz 1; 3–4; 8–9; 12; (U-Bahnhof) Jägerstraße 28; 33; 42–44; 49–50; 51; 54–55 Markgrafenstraße 39–41; 46 Mohrenstraße 20–21; (Mohrenkolonnaden) Niederwallstraße 6–7; 8–9; 39 Oberwallstraße 6–7 Taubenstraße 23; 26 | 09075005 – Charlottenstraße 55 / Jägerstraße 20, Geschäftshaus, 1907–1908 von Otto March, Umbauten 1935, 1950–1952, Umbau für Musikhochschule, 1979–1988 |                                     |
| 09065014 | Gendarmenmarkt 1–7 Behrenstraße 32–34 Charlottenstraße 33, 33A, 52–54, 60 Französische Straße 24–33C, 40, 42/44 Hausvogteiplatz 1–9, 12, 13 Jägerstraße 20–28, 31–33, 43, 44, 48–60 Jerusalemer Straße 12 Kronenstraße 48 Markgrafenstraße 34–41, 46 Mohrenstraße 20, 21, 30, 37, 39–42, 45 Niederwallstraße 3–10, 39 Oberwallstraße 6, 7, 9 Taubenstraße 19, 20, 23–33 (Lage) | Gendarmenmarkt & Hausvogteiplatz, Wohn- und Geschäftshäuser Gesamtanlage siehe: Markgrafenstraße 38 Baudenkmale siehe: Behrenstraße 32–34 Charlottenstraße 53–54, 60 Französische Straße 32 Gendarmenmarkt 1–2; 3–4; 5–6, (Schillerdenkmal) Hausvogteiplatz 1; 3–4; 8–9; 12; (U-Bahnhof) Jägerstraße 28; 33; 42–44; 49–50; 51; 54–55 Markgrafenstraße 39–41; 46 Mohrenstraße 20–21; (Mohrenkolonnaden) Niederwallstraße 6–7; 8–9; 39 Oberwallstraße 6–7 Taubenstraße 23; 26 | 09080290 – (05/2021) Charlottenstraße 55, 56 / Jägerstraße 20 / Taubenstraße 31–33, Funktionsgebäude, 1979–1988 von Manfred Prasser, Dietrich Kobe, Ernst Wallis                                                                                                  |                                     |
| 09065014 | Gendarmenmarkt 1–7 Behrenstraße 32–34 Charlottenstraße 33, 33A, 52–54, 60 Französische Straße 24–33C, 40, 42/44 Hausvogteiplatz 1–9, 12, 13 Jägerstraße 20–28, 31–33, 43, 44, 48–60 Jerusalemer Straße 12 Kronenstraße 48 Markgrafenstraße 34–41, 46 Mohrenstraße 20, 21, 30, 37, 39–42, 45 Niederwallstraße 3–10, 39 Oberwallstraße 6, 7, 9 Taubenstraße 19, 20, 23–33 (Lage) | Gendarmenmarkt & Hausvogteiplatz, Wohn- und Geschäftshäuser Gesamtanlage siehe: Markgrafenstraße 38 Baudenkmale siehe: Behrenstraße 32–34 Charlottenstraße 53–54, 60 Französische Straße 32 Gendarmenmarkt 1–2; 3–4; 5–6, (Schillerdenkmal) Hausvogteiplatz 1; 3–4; 8–9; 12; (U-Bahnhof) Jägerstraße 28; 33; 42–44; 49–50; 51; 54–55 Markgrafenstraße 39–41; 46 Mohrenstraße 20–21; (Mohrenkolonnaden) Niederwallstraße 6–7; 8–9; 39 Oberwallstraße 6–7 Taubenstraße 23; 26 | Darin integriert: Handelsstätte Friedrichstadt, 1906–1907 von Hugo Sonnenthal, bis 2021 eigenständiges Baudenkmal |                                     |
| 09065014 | Gendarmenmarkt 1–7 Behrenstraße 32–34 Charlottenstraße 33, 33A, 52–54, 60 Französische Straße 24–33C, 40, 42/44 Hausvogteiplatz 1–9, 12, 13 Jägerstraße 20–28, 31–33, 43, 44, 48–60 Jerusalemer Straße 12 Kronenstraße 48 Markgrafenstraße 34–41, 46 Mohrenstraße 20, 21, 30, 37, 39–42, 45 Niederwallstraße 3–10, 39 Oberwallstraße 6, 7, 9 Taubenstraße 19, 20, 23–33 (Lage) | Gendarmenmarkt & Hausvogteiplatz, Wohn- und Geschäftshäuser Gesamtanlage siehe: Markgrafenstraße 38 Baudenkmale siehe: Behrenstraße 32–34 Charlottenstraße 53–54, 60 Französische Straße 32 Gendarmenmarkt 1–2; 3–4; 5–6, (Schillerdenkmal) Hausvogteiplatz 1; 3–4; 8–9; 12; (U-Bahnhof) Jägerstraße 28; 33; 42–44; 49–50; 51; 54–55 Markgrafenstraße 39–41; 46 Mohrenstraße 20–21; (Mohrenkolonnaden) Niederwallstraße 6–7; 8–9; 39 Oberwallstraße 6–7 Taubenstraße 23; 26 | 09065040 – Französische Straße 24, Wohn- und Geschäftshaus, um 1895 |                                     |
| 09065014 | Gendarmenmarkt 1–7 Behrenstraße 32–34 Charlottenstraße 33, 33A, 52–54, 60 Französische Straße 24–33C, 40, 42/44 Hausvogteiplatz 1–9, 12, 13 Jägerstraße 20–28, 31–33, 43, 44, 48–60 Jerusalemer Straße 12 Kronenstraße 48 Markgrafenstraße 34–41, 46 Mohrenstraße 20, 21, 30, 37, 39–42, 45 Niederwallstraße 3–10, 39 Oberwallstraße 6, 7, 9 Taubenstraße 19, 20, 23–33 (Lage) | Gendarmenmarkt & Hausvogteiplatz, Wohn- und Geschäftshäuser Gesamtanlage siehe: Markgrafenstraße 38 Baudenkmale siehe: Behrenstraße 32–34 Charlottenstraße 53–54, 60 Französische Straße 32 Gendarmenmarkt 1–2; 3–4; 5–6, (Schillerdenkmal) Hausvogteiplatz 1; 3–4; 8–9; 12; (U-Bahnhof) Jägerstraße 28; 33; 42–44; 49–50; 51; 54–55 Markgrafenstraße 39–41; 46 Mohrenstraße 20–21; (Mohrenkolonnaden) Niederwallstraße 6–7; 8–9; 39 Oberwallstraße 6–7 Taubenstraße 23; 26 | 09095920 – Französische Straße 30, Kulissenhaus der Oper, 1838 von Heinrich Krahmer, Umbau 1927–1927 |                                     |
| 09065014 | Gendarmenmarkt 1–7 Behrenstraße 32–34 Charlottenstraße 33, 33A, 52–54, 60 Französische Straße 24–33C, 40, 42/44 Hausvogteiplatz 1–9, 12, 13 Jägerstraße 20–28, 31–33, 43, 44, 48–60 Jerusalemer Straße 12 Kronenstraße 48 Markgrafenstraße 34–41, 46 Mohrenstraße 20, 21, 30, 37, 39–42, 45 Niederwallstraße 3–10, 39 Oberwallstraße 6, 7, 9 Taubenstraße 19, 20, 23–33 (Lage) | Gendarmenmarkt & Hausvogteiplatz, Wohn- und Geschäftshäuser Gesamtanlage siehe: Markgrafenstraße 38 Baudenkmale siehe: Behrenstraße 32–34 Charlottenstraße 53–54, 60 Französische Straße 32 Gendarmenmarkt 1–2; 3–4; 5–6, (Schillerdenkmal) Hausvogteiplatz 1; 3–4; 8–9; 12; (U-Bahnhof) Jägerstraße 28; 33; 42–44; 49–50; 51; 54–55 Markgrafenstraße 39–41; 46 Mohrenstraße 20–21; (Mohrenkolonnaden) Niederwallstraße 6–7; 8–9; 39 Oberwallstraße 6–7 Taubenstraße 23; 26 | 09095921 – Französische Straße 31, Kulissenhaus der Oper, 1838 von Heinrich Krahmer, Umbau 1936 |                                     |
| 09065014 | Gendarmenmarkt 1–7 Behrenstraße 32–34 Charlottenstraße 33, 33A, 52–54, 60 Französische Straße 24–33C, 40, 42/44 Hausvogteiplatz 1–9, 12, 13 Jägerstraße 20–28, 31–33, 43, 44, 48–60 Jerusalemer Straße 12 Kronenstraße 48 Markgrafenstraße 34–41, 46 Mohrenstraße 20, 21, 30, 37, 39–42, 45 Niederwallstraße 3–10, 39 Oberwallstraße 6, 7, 9 Taubenstraße 19, 20, 23–33 (Lage) | Gendarmenmarkt & Hausvogteiplatz, Wohn- und Geschäftshäuser Gesamtanlage siehe: Markgrafenstraße 38 Baudenkmale siehe: Behrenstraße 32–34 Charlottenstraße 53–54, 60 Französische Straße 32 Gendarmenmarkt 1–2; 3–4; 5–6, (Schillerdenkmal) Hausvogteiplatz 1; 3–4; 8–9; 12; (U-Bahnhof) Jägerstraße 28; 33; 42–44; 49–50; 51; 54–55 Markgrafenstraße 39–41; 46 Mohrenstraße 20–21; (Mohrenkolonnaden) Niederwallstraße 6–7; 8–9; 39 Oberwallstraße 6–7 Taubenstraße 23; 26 | 09065281 – Gendarmenmarkt, Stadtplatz, seit 1688, 1894 von Hermann Mächtig, seit 1936 Umgestaltungen |                                     |
| 09065014 | Gendarmenmarkt 1–7 Behrenstraße 32–34 Charlottenstraße 33, 33A, 52–54, 60 Französische Straße 24–33C, 40, 42/44 Hausvogteiplatz 1–9, 12, 13 Jägerstraße 20–28, 31–33, 43, 44, 48–60 Jerusalemer Straße 12 Kronenstraße 48 Markgrafenstraße 34–41, 46 Mohrenstraße 20, 21, 30, 37, 39–42, 45 Niederwallstraße 3–10, 39 Oberwallstraße 6, 7, 9 Taubenstraße 19, 20, 23–33 (Lage) | Gendarmenmarkt & Hausvogteiplatz, Wohn- und Geschäftshäuser Gesamtanlage siehe: Markgrafenstraße 38 Baudenkmale siehe: Behrenstraße 32–34 Charlottenstraße 53–54, 60 Französische Straße 32 Gendarmenmarkt 1–2; 3–4; 5–6, (Schillerdenkmal) Hausvogteiplatz 1; 3–4; 8–9; 12; (U-Bahnhof) Jägerstraße 28; 33; 42–44; 49–50; 51; 54–55 Markgrafenstraße 39–41; 46 Mohrenstraße 20–21; (Mohrenkolonnaden) Niederwallstraße 6–7; 8–9; 39 Oberwallstraße 6–7 Taubenstraße 23; 26 | 09065282 – Hausvogteiplatz, Platzgrundriß |                                     |
| 09065014 | Gendarmenmarkt 1–7 Behrenstraße 32–34 Charlottenstraße 33, 33A, 52–54, 60 Französische Straße 24–33C, 40, 42/44 Hausvogteiplatz 1–9, 12, 13 Jägerstraße 20–28, 31–33, 43, 44, 48–60 Jerusalemer Straße 12 Kronenstraße 48 Markgrafenstraße 34–41, 46 Mohrenstraße 20, 21, 30, 37, 39–42, 45 Niederwallstraße 3–10, 39 Oberwallstraße 6, 7, 9 Taubenstraße 19, 20, 23–33 (Lage) | Gendarmenmarkt & Hausvogteiplatz, Wohn- und Geschäftshäuser Gesamtanlage siehe: Markgrafenstraße 38 Baudenkmale siehe: Behrenstraße 32–34 Charlottenstraße 53–54, 60 Französische Straße 32 Gendarmenmarkt 1–2; 3–4; 5–6, (Schillerdenkmal) Hausvogteiplatz 1; 3–4; 8–9; 12; (U-Bahnhof) Jägerstraße 28; 33; 42–44; 49–50; 51; 54–55 Markgrafenstraße 39–41; 46 Mohrenstraße 20–21; (Mohrenkolonnaden) Niederwallstraße 6–7; 8–9; 39 Oberwallstraße 6–7 Taubenstraße 23; 26 | 09035328 – Hausvogteiplatz 2, Quergebäude des Warenhauses der Deutschen Baugesellschaft, 1896 von Hien |                                     |
| 09065014 | Gendarmenmarkt 1–7 Behrenstraße 32–34 Charlottenstraße 33, 33A, 52–54, 60 Französische Straße 24–33C, 40, 42/44 Hausvogteiplatz 1–9, 12, 13 Jägerstraße 20–28, 31–33, 43, 44, 48–60 Jerusalemer Straße 12 Kronenstraße 48 Markgrafenstraße 34–41, 46 Mohrenstraße 20, 21, 30, 37, 39–42, 45 Niederwallstraße 3–10, 39 Oberwallstraße 6, 7, 9 Taubenstraße 19, 20, 23–33 (Lage) | Gendarmenmarkt & Hausvogteiplatz, Wohn- und Geschäftshäuser Gesamtanlage siehe: Markgrafenstraße 38 Baudenkmale siehe: Behrenstraße 32–34 Charlottenstraße 53–54, 60 Französische Straße 32 Gendarmenmarkt 1–2; 3–4; 5–6, (Schillerdenkmal) Hausvogteiplatz 1; 3–4; 8–9; 12; (U-Bahnhof) Jägerstraße 28; 33; 42–44; 49–50; 51; 54–55 Markgrafenstraße 39–41; 46 Mohrenstraße 20–21; (Mohrenkolonnaden) Niederwallstraße 6–7; 8–9; 39 Oberwallstraße 6–7 Taubenstraße 23; 26 | 09035302 – Hausvogteiplatz 12, Gewerbehöfe, 1895 von Alterthum & Zadek |                                     |
| 09065014 | Gendarmenmarkt 1–7 Behrenstraße 32–34 Charlottenstraße 33, 33A, 52–54, 60 Französische Straße 24–33C, 40, 42/44 Hausvogteiplatz 1–9, 12, 13 Jägerstraße 20–28, 31–33, 43, 44, 48–60 Jerusalemer Straße 12 Kronenstraße 48 Markgrafenstraße 34–41, 46 Mohrenstraße 20, 21, 30, 37, 39–42, 45 Niederwallstraße 3–10, 39 Oberwallstraße 6, 7, 9 Taubenstraße 19, 20, 23–33 (Lage) | Gendarmenmarkt & Hausvogteiplatz, Wohn- und Geschäftshäuser Gesamtanlage siehe: Markgrafenstraße 38 Baudenkmale siehe: Behrenstraße 32–34 Charlottenstraße 53–54, 60 Französische Straße 32 Gendarmenmarkt 1–2; 3–4; 5–6, (Schillerdenkmal) Hausvogteiplatz 1; 3–4; 8–9; 12; (U-Bahnhof) Jägerstraße 28; 33; 42–44; 49–50; 51; 54–55 Markgrafenstraße 39–41; 46 Mohrenstraße 20–21; (Mohrenkolonnaden) Niederwallstraße 6–7; 8–9; 39 Oberwallstraße 6–7 Taubenstraße 23; 26 | 09030033 – Jägerstraße 27, Wohn- und Geschäftshaus, 1892 von Albert Bohm |                                     |
| 09065014 | Gendarmenmarkt 1–7 Behrenstraße 32–34 Charlottenstraße 33, 33A, 52–54, 60 Französische Straße 24–33C, 40, 42/44 Hausvogteiplatz 1–9, 12, 13 Jägerstraße 20–28, 31–33, 43, 44, 48–60 Jerusalemer Straße 12 Kronenstraße 48 Markgrafenstraße 34–41, 46 Mohrenstraße 20, 21, 30, 37, 39–42, 45 Niederwallstraße 3–10, 39 Oberwallstraße 6, 7, 9 Taubenstraße 19, 20, 23–33 (Lage) | Gendarmenmarkt & Hausvogteiplatz, Wohn- und Geschäftshäuser Gesamtanlage siehe: Markgrafenstraße 38 Baudenkmale siehe: Behrenstraße 32–34 Charlottenstraße 53–54, 60 Französische Straße 32 Gendarmenmarkt 1–2; 3–4; 5–6, (Schillerdenkmal) Hausvogteiplatz 1; 3–4; 8–9; 12; (U-Bahnhof) Jägerstraße 28; 33; 42–44; 49–50; 51; 54–55 Markgrafenstraße 39–41; 46 Mohrenstraße 20–21; (Mohrenkolonnaden) Niederwallstraße 6–7; 8–9; 39 Oberwallstraße 6–7 Taubenstraße 23; 26 | 09030035 – Jägerstraße 29–31, Wohnhaus, um 1780, Umbauten um 1820, 1857 und 1913 |                                     |
| 09065014 | Gendarmenmarkt 1–7 Behrenstraße 32–34 Charlottenstraße 33, 33A, 52–54, 60 Französische Straße 24–33C, 40, 42/44 Hausvogteiplatz 1–9, 12, 13 Jägerstraße 20–28, 31–33, 43, 44, 48–60 Jerusalemer Straße 12 Kronenstraße 48 Markgrafenstraße 34–41, 46 Mohrenstraße 20, 21, 30, 37, 39–42, 45 Niederwallstraße 3–10, 39 Oberwallstraße 6, 7, 9 Taubenstraße 19, 20, 23–33 (Lage) | Gendarmenmarkt & Hausvogteiplatz, Wohn- und Geschäftshäuser Gesamtanlage siehe: Markgrafenstraße 38 Baudenkmale siehe: Behrenstraße 32–34 Charlottenstraße 53–54, 60 Französische Straße 32 Gendarmenmarkt 1–2; 3–4; 5–6, (Schillerdenkmal) Hausvogteiplatz 1; 3–4; 8–9; 12; (U-Bahnhof) Jägerstraße 28; 33; 42–44; 49–50; 51; 54–55 Markgrafenstraße 39–41; 46 Mohrenstraße 20–21; (Mohrenkolonnaden) Niederwallstraße 6–7; 8–9; 39 Oberwallstraße 6–7 Taubenstraße 23; 26 | 09030036 – Jägerstraße 32, Geschäftshaus, 1911–1912 von Hart & Lesser |                                     |
| 09065014 | Gendarmenmarkt 1–7 Behrenstraße 32–34 Charlottenstraße 33, 33A, 52–54, 60 Französische Straße 24–33C, 40, 42/44 Hausvogteiplatz 1–9, 12, 13 Jägerstraße 20–28, 31–33, 43, 44, 48–60 Jerusalemer Straße 12 Kronenstraße 48 Markgrafenstraße 34–41, 46 Mohrenstraße 20, 21, 30, 37, 39–42, 45 Niederwallstraße 3–10, 39 Oberwallstraße 6, 7, 9 Taubenstraße 19, 20, 23–33 (Lage) | Gendarmenmarkt & Hausvogteiplatz, Wohn- und Geschäftshäuser Gesamtanlage siehe: Markgrafenstraße 38 Baudenkmale siehe: Behrenstraße 32–34 Charlottenstraße 53–54, 60 Französische Straße 32 Gendarmenmarkt 1–2; 3–4; 5–6, (Schillerdenkmal) Hausvogteiplatz 1; 3–4; 8–9; 12; (U-Bahnhof) Jägerstraße 28; 33; 42–44; 49–50; 51; 54–55 Markgrafenstraße 39–41; 46 Mohrenstraße 20–21; (Mohrenkolonnaden) Niederwallstraße 6–7; 8–9; 39 Oberwallstraße 6–7 Taubenstraße 23; 26 | 09065018 – Jägerstraße 58, Wohn- und Geschäftshaus, vor 1865, Umbauten 1912 und nach 1985 |                                     |
| 09065014 | Gendarmenmarkt 1–7 Behrenstraße 32–34 Charlottenstraße 33, 33A, 52–54, 60 Französische Straße 24–33C, 40, 42/44 Hausvogteiplatz 1–9, 12, 13 Jägerstraße 20–28, 31–33, 43, 44, 48–60 Jerusalemer Straße 12 Kronenstraße 48 Markgrafenstraße 34–41, 46 Mohrenstraße 20, 21, 30, 37, 39–42, 45 Niederwallstraße 3–10, 39 Oberwallstraße 6, 7, 9 Taubenstraße 19, 20, 23–33 (Lage) | Gendarmenmarkt & Hausvogteiplatz, Wohn- und Geschäftshäuser Gesamtanlage siehe: Markgrafenstraße 38 Baudenkmale siehe: Behrenstraße 32–34 Charlottenstraße 53–54, 60 Französische Straße 32 Gendarmenmarkt 1–2; 3–4; 5–6, (Schillerdenkmal) Hausvogteiplatz 1; 3–4; 8–9; 12; (U-Bahnhof) Jägerstraße 28; 33; 42–44; 49–50; 51; 54–55 Markgrafenstraße 39–41; 46 Mohrenstraße 20–21; (Mohrenkolonnaden) Niederwallstraße 6–7; 8–9; 39 Oberwallstraße 6–7 Taubenstraße 23; 26 | 09065013 – Jägerstraße 59–60, Geschäftshaus, 1891, Umbauten 1939 und nach 1985 |                                     |
| 09065014 | Gendarmenmarkt 1–7 Behrenstraße 32–34 Charlottenstraße 33, 33A, 52–54, 60 Französische Straße 24–33C, 40, 42/44 Hausvogteiplatz 1–9, 12, 13 Jägerstraße 20–28, 31–33, 43, 44, 48–60 Jerusalemer Straße 12 Kronenstraße 48 Markgrafenstraße 34–41, 46 Mohrenstraße 20, 21, 30, 37, 39–42, 45 Niederwallstraße 3–10, 39 Oberwallstraße 6, 7, 9 Taubenstraße 19, 20, 23–33 (Lage) | Gendarmenmarkt & Hausvogteiplatz, Wohn- und Geschäftshäuser Gesamtanlage siehe: Markgrafenstraße 38 Baudenkmale siehe: Behrenstraße 32–34 Charlottenstraße 53–54, 60 Französische Straße 32 Gendarmenmarkt 1–2; 3–4; 5–6, (Schillerdenkmal) Hausvogteiplatz 1; 3–4; 8–9; 12; (U-Bahnhof) Jägerstraße 28; 33; 42–44; 49–50; 51; 54–55 Markgrafenstraße 39–41; 46 Mohrenstraße 20–21; (Mohrenkolonnaden) Niederwallstraße 6–7; 8–9; 39 Oberwallstraße 6–7 Taubenstraße 23; 26 | 09096017 – (12/2019) Mohrenstraße 30 / Kronenstraße 48, Domhotel, 1988–1990 von Roland Korn, Bernd Seidel |                                     |
| 09065014 | Gendarmenmarkt 1–7 Behrenstraße 32–34 Charlottenstraße 33, 33A, 52–54, 60 Französische Straße 24–33C, 40, 42/44 Hausvogteiplatz 1–9, 12, 13 Jägerstraße 20–28, 31–33, 43, 44, 48–60 Jerusalemer Straße 12 Kronenstraße 48 Markgrafenstraße 34–41, 46 Mohrenstraße 20, 21, 30, 37, 39–42, 45 Niederwallstraße 3–10, 39 Oberwallstraße 6, 7, 9 Taubenstraße 19, 20, 23–33 (Lage) | Gendarmenmarkt & Hausvogteiplatz, Wohn- und Geschäftshäuser Gesamtanlage siehe: Markgrafenstraße 38 Baudenkmale siehe: Behrenstraße 32–34 Charlottenstraße 53–54, 60 Französische Straße 32 Gendarmenmarkt 1–2; 3–4; 5–6, (Schillerdenkmal) Hausvogteiplatz 1; 3–4; 8–9; 12; (U-Bahnhof) Jägerstraße 28; 33; 42–44; 49–50; 51; 54–55 Markgrafenstraße 39–41; 46 Mohrenstraße 20–21; (Mohrenkolonnaden) Niederwallstraße 6–7; 8–9; 39 Oberwallstraße 6–7 Taubenstraße 23; 26 | 09095925 – Mohrenstraße 37A–B / Kronenstraße 38–40, Geschäftshaus, 1896 von Carl Bauer |                                     |
| 09065014 | Gendarmenmarkt 1–7 Behrenstraße 32–34 Charlottenstraße 33, 33A, 52–54, 60 Französische Straße 24–33C, 40, 42/44 Hausvogteiplatz 1–9, 12, 13 Jägerstraße 20–28, 31–33, 43, 44, 48–60 Jerusalemer Straße 12 Kronenstraße 48 Markgrafenstraße 34–41, 46 Mohrenstraße 20, 21, 30, 37, 39–42, 45 Niederwallstraße 3–10, 39 Oberwallstraße 6, 7, 9 Taubenstraße 19, 20, 23–33 (Lage) | Gendarmenmarkt & Hausvogteiplatz, Wohn- und Geschäftshäuser Gesamtanlage siehe: Markgrafenstraße 38 Baudenkmale siehe: Behrenstraße 32–34 Charlottenstraße 53–54, 60 Französische Straße 32 Gendarmenmarkt 1–2; 3–4; 5–6, (Schillerdenkmal) Hausvogteiplatz 1; 3–4; 8–9; 12; (U-Bahnhof) Jägerstraße 28; 33; 42–44; 49–50; 51; 54–55 Markgrafenstraße 39–41; 46 Mohrenstraße 20–21; (Mohrenkolonnaden) Niederwallstraße 6–7; 8–9; 39 Oberwallstraße 6–7 Taubenstraße 23; 26 | 09030011 – Oberwallstraße (zwischen Nr. 7 und Nr. 9), Treppenanlage des ehemaligen Wohnhauses Nr. 8, 1851 |                                     |
| 09065014 | Gendarmenmarkt 1–7 Behrenstraße 32–34 Charlottenstraße 33, 33A, 52–54, 60 Französische Straße 24–33C, 40, 42/44 Hausvogteiplatz 1–9, 12, 13 Jägerstraße 20–28, 31–33, 43, 44, 48–60 Jerusalemer Straße 12 Kronenstraße 48 Markgrafenstraße 34–41, 46 Mohrenstraße 20, 21, 30, 37, 39–42, 45 Niederwallstraße 3–10, 39 Oberwallstraße 6, 7, 9 Taubenstraße 19, 20, 23–33 (Lage) | Gendarmenmarkt & Hausvogteiplatz, Wohn- und Geschäftshäuser Gesamtanlage siehe: Markgrafenstraße 38 Baudenkmale siehe: Behrenstraße 32–34 Charlottenstraße 53–54, 60 Französische Straße 32 Gendarmenmarkt 1–2; 3–4; 5–6, (Schillerdenkmal) Hausvogteiplatz 1; 3–4; 8–9; 12; (U-Bahnhof) Jägerstraße 28; 33; 42–44; 49–50; 51; 54–55 Markgrafenstraße 39–41; 46 Mohrenstraße 20–21; (Mohrenkolonnaden) Niederwallstraße 6–7; 8–9; 39 Oberwallstraße 6–7 Taubenstraße 23; 26 | 09030012 – Oberwallstraße 9 / Hausvogteiplatz, Geschäftshaus, um 1900 von Kayser & v. Großheim, Aufstockung um 1930 |                                     |
| 09065014 | Gendarmenmarkt 1–7 Behrenstraße 32–34 Charlottenstraße 33, 33A, 52–54, 60 Französische Straße 24–33C, 40, 42/44 Hausvogteiplatz 1–9, 12, 13 Jägerstraße 20–28, 31–33, 43, 44, 48–60 Jerusalemer Straße 12 Kronenstraße 48 Markgrafenstraße 34–41, 46 Mohrenstraße 20, 21, 30, 37, 39–42, 45 Niederwallstraße 3–10, 39 Oberwallstraße 6, 7, 9 Taubenstraße 19, 20, 23–33 (Lage) | Gendarmenmarkt & Hausvogteiplatz, Wohn- und Geschäftshäuser Gesamtanlage siehe: Markgrafenstraße 38 Baudenkmale siehe: Behrenstraße 32–34 Charlottenstraße 53–54, 60 Französische Straße 32 Gendarmenmarkt 1–2; 3–4; 5–6, (Schillerdenkmal) Hausvogteiplatz 1; 3–4; 8–9; 12; (U-Bahnhof) Jägerstraße 28; 33; 42–44; 49–50; 51; 54–55 Markgrafenstraße 39–41; 46 Mohrenstraße 20–21; (Mohrenkolonnaden) Niederwallstraße 6–7; 8–9; 39 Oberwallstraße 6–7 Taubenstraße 23; 26 | 09080279 – Taubenstraße 20, Teil des Bankhauses Hardy & Co., um 1905, Umbauten 1924 und um 1950 |                                     |
| 09065014 | Gendarmenmarkt 1–7 Behrenstraße 32–34 Charlottenstraße 33, 33A, 52–54, 60 Französische Straße 24–33C, 40, 42/44 Hausvogteiplatz 1–9, 12, 13 Jägerstraße 20–28, 31–33, 43, 44, 48–60 Jerusalemer Straße 12 Kronenstraße 48 Markgrafenstraße 34–41, 46 Mohrenstraße 20, 21, 30, 37, 39–42, 45 Niederwallstraße 3–10, 39 Oberwallstraße 6, 7, 9 Taubenstraße 19, 20, 23–33 (Lage) | Gendarmenmarkt & Hausvogteiplatz, Wohn- und Geschäftshäuser Gesamtanlage siehe: Markgrafenstraße 38 Baudenkmale siehe: Behrenstraße 32–34 Charlottenstraße 53–54, 60 Französische Straße 32 Gendarmenmarkt 1–2; 3–4; 5–6, (Schillerdenkmal) Hausvogteiplatz 1; 3–4; 8–9; 12; (U-Bahnhof) Jägerstraße 28; 33; 42–44; 49–50; 51; 54–55 Markgrafenstraße 39–41; 46 Mohrenstraße 20–21; (Mohrenkolonnaden) Niederwallstraße 6–7; 8–9; 39 Oberwallstraße 6–7 Taubenstraße 23; 26 | Nicht konstituierende Bestandteile des Ensembles: Charlottenstraße 52, Französische Straße 25, 33–33A, Hausvogteiplatz 5–7, Jägerstraße 24–26, 45–48, 52–53, 56, Markgrafenstraße 39–41, Mohrenstraße 37, 42–44, Niederwallstraße 1–5, 10 Taubenstraße 23a, 32–33 |                                     |
| 09095985 | Leipziger Straße 3–7 Niederkirchnerstraße 1–5 Wilhelmstraße 97 (Lage) | Ensemble Leipziger Straße, Regierungsbauten Baudenkmale siehe: Leipziger Straße 3–4; 5–6; 7 Niederkirchnerstraße 5 Gartendenkmal siehe: Leipziger Straße 7 | |                                     |
| 09030041 | Mauerstraße 12, 75–88, 93 Leipziger Straße 16, 112 Zimmerstraße 88, 90 (Lage) | Wohn- und Geschäftshäuser Ensemble siehe: Checkpoint Charlie Baudenkmale siehe: Mauerstraße 75; 76; 77; 79, 83–84; 85; 93 Leipziger Straße 112 Zimmerstraße 90 | Weitere Bestandteile des Ensembles: | Weitere Bestandteile des Ensembles: |
| 09030041 | Mauerstraße 12, 75–88, 93 Leipziger Straße 16, 112 Zimmerstraße 88, 90 (Lage) | Wohn- und Geschäftshäuser Ensemble siehe: Checkpoint Charlie Baudenkmale siehe: Mauerstraße 75; 76; 77; 79, 83–84; 85; 93 Leipziger Straße 112 Zimmerstraße 90 | 09030044 – Mauerstraße 78–79, Mietshaus (Vorderhaus), 1883 |                                     |
| 09030041 | Mauerstraße 12, 75–88, 93 Leipziger Straße 16, 112 Zimmerstraße 88, 90 (Lage) | Wohn- und Geschäftshäuser Ensemble siehe: Checkpoint Charlie Baudenkmale siehe: Mauerstraße 75; 76; 77; 79, 83–84; 85; 93 Leipziger Straße 112 Zimmerstraße 90 | 09030045 – Mauerstraße 80, Mietshaus (Vorderhaus), 1883 |                                     |
| 09030041 | Mauerstraße 12, 75–88, 93 Leipziger Straße 16, 112 Zimmerstraße 88, 90 (Lage) | Wohn- und Geschäftshäuser Ensemble siehe: Checkpoint Charlie Baudenkmale siehe: Mauerstraße 75; 76; 77; 79, 83–84; 85; 93 Leipziger Straße 112 Zimmerstraße 90 | 09030048 – Mauerstraße 86–88, Geschäftshaus, nach 1895, Umbau nach 1935 |                                     |
| 09030041 | Mauerstraße 12, 75–88, 93 Leipziger Straße 16, 112 Zimmerstraße 88, 90 (Lage) | Wohn- und Geschäftshäuser Ensemble siehe: Checkpoint Charlie Baudenkmale siehe: Mauerstraße 75; 76; 77; 79, 83–84; 85; 93 Leipziger Straße 112 Zimmerstraße 90 | 09095955 – Zimmerstraße 88–89, Geschäftshaus, um 1900 |                                     |
| 09030041 | Mauerstraße 12, 75–88, 93 Leipziger Straße 16, 112 Zimmerstraße 88, 90 (Lage) | Wohn- und Geschäftshäuser Ensemble siehe: Checkpoint Charlie Baudenkmale siehe: Mauerstraße 75; 76; 77; 79, 83–84; 85; 93 Leipziger Straße 112 Zimmerstraße 90 | Vorderhaus, 1940 von Erich Schwanz |                                     |
| 09030041 | Mauerstraße 12, 75–88, 93 Leipziger Straße 16, 112 Zimmerstraße 88, 90 (Lage) | Wohn- und Geschäftshäuser Ensemble siehe: Checkpoint Charlie Baudenkmale siehe: Mauerstraße 75; 76; 77; 79, 83–84; 85; 93 Leipziger Straße 112 Zimmerstraße 90 | Nicht konstituierender Bestandteil des Ensembles: Mauerstraße 81–82 |                                     |
| 09096005 | Mauerstraße 17–18, 21–23 Französische Straße 9, 12–15 Friedrichstraße 180–183 Glinkastraße 8–25, 30/32 Jägerstraße 1–6, (9), 10–11, 65–67, 70 Mohrenstraße 6, 58–63 Taubenstraße 1, 3–11, 42–45, (46, 48–49), 51–54 (Lage) | Ensemble Mauerstraße, Wohn- und Geschäftshäuser Baudenkmale siehe: Französische Straße 9,12; 15 Friedrichstraße 180–183 Jägerstraße 2–3; 10–11 Mauerstraße 23 Mohrenstraße 6, 63 Taubenstraße 1; 3; 4–6; 10; 46 | Weitere Bestandteile des Ensembles: | Weitere Bestandteile des Ensembles: |
| 09096005 | Mauerstraße 17–18, 21–23 Französische Straße 9, 12–15 Friedrichstraße 180–183 Glinkastraße 8–25, 30/32 Jägerstraße 1–6, (9), 10–11, 65–67, 70 Mohrenstraße 6, 58–63 Taubenstraße 1, 3–11, 42–45, (46, 48–49), 51–54 (Lage) | Ensemble Mauerstraße, Wohn- und Geschäftshäuser Baudenkmale siehe: Französische Straße 9,12; 15 Friedrichstraße 180–183 Jägerstraße 2–3; 10–11 Mauerstraße 23 Mohrenstraße 6, 63 Taubenstraße 1; 3; 4–6; 10; 46 | 09095911 – Französische Straße 13–14, Wohn- und Geschäftshaus, um 1880 |                                     |
| 09096005 | Mauerstraße 17–18, 21–23 Französische Straße 9, 12–15 Friedrichstraße 180–183 Glinkastraße 8–25, 30/32 Jägerstraße 1–6, (9), 10–11, 65–67, 70 Mohrenstraße 6, 58–63 Taubenstraße 1, 3–11, 42–45, (46, 48–49), 51–54 (Lage) | Ensemble Mauerstraße, Wohn- und Geschäftshäuser Baudenkmale siehe: Französische Straße 9,12; 15 Friedrichstraße 180–183 Jägerstraße 2–3; 10–11 Mauerstraße 23 Mohrenstraße 6, 63 Taubenstraße 1; 3; 4–6; 10; 46 | 09096008 – Glinkastraße 10/12 / Mohrenstraße 62, Preußische Lebens-Versicherungs AG, 1903–1904, Umbau um 1935 |                                     |
| 09096005 | Mauerstraße 17–18, 21–23 Französische Straße 9, 12–15 Friedrichstraße 180–183 Glinkastraße 8–25, 30/32 Jägerstraße 1–6, (9), 10–11, 65–67, 70 Mohrenstraße 6, 58–63 Taubenstraße 1, 3–11, 42–45, (46, 48–49), 51–54 (Lage) | Ensemble Mauerstraße, Wohn- und Geschäftshäuser Baudenkmale siehe: Französische Straße 9,12; 15 Friedrichstraße 180–183 Jägerstraße 2–3; 10–11 Mauerstraße 23 Mohrenstraße 6, 63 Taubenstraße 1; 3; 4–6; 10; 46 | 09035329 – Glinkastraße 17 / Taubenstraße 51–52, Mietshaus, 1886 von Braun und Leon Thomas (?) Dupré |                                     |
| 09096005 | Mauerstraße 17–18, 21–23 Französische Straße 9, 12–15 Friedrichstraße 180–183 Glinkastraße 8–25, 30/32 Jägerstraße 1–6, (9), 10–11, 65–67, 70 Mohrenstraße 6, 58–63 Taubenstraße 1, 3–11, 42–45, (46, 48–49), 51–54 (Lage) | Ensemble Mauerstraße, Wohn- und Geschäftshäuser Baudenkmale siehe: Französische Straße 9,12; 15 Friedrichstraße 180–183 Jägerstraße 2–3; 10–11 Mauerstraße 23 Mohrenstraße 6, 63 Taubenstraße 1; 3; 4–6; 10; 46 | 09035330 – Glinkastraße 19, Mietshaus, 1873 |                                     |
| 09096005 | Mauerstraße 17–18, 21–23 Französische Straße 9, 12–15 Friedrichstraße 180–183 Glinkastraße 8–25, 30/32 Jägerstraße 1–6, (9), 10–11, 65–67, 70 Mohrenstraße 6, 58–63 Taubenstraße 1, 3–11, 42–45, (46, 48–49), 51–54 (Lage) | Ensemble Mauerstraße, Wohn- und Geschäftshäuser Baudenkmale siehe: Französische Straße 9,12; 15 Friedrichstraße 180–183 Jägerstraße 2–3; 10–11 Mauerstraße 23 Mohrenstraße 6, 63 Taubenstraße 1; 3; 4–6; 10; 46 | 09035331 – Glinkastraße 21, Mietshaus, 1884 |                                     |
| 09096005 | Mauerstraße 17–18, 21–23 Französische Straße 9, 12–15 Friedrichstraße 180–183 Glinkastraße 8–25, 30/32 Jägerstraße 1–6, (9), 10–11, 65–67, 70 Mohrenstraße 6, 58–63 Taubenstraße 1, 3–11, 42–45, (46, 48–49), 51–54 (Lage) | Ensemble Mauerstraße, Wohn- und Geschäftshäuser Baudenkmale siehe: Französische Straße 9,12; 15 Friedrichstraße 180–183 Jägerstraße 2–3; 10–11 Mauerstraße 23 Mohrenstraße 6, 63 Taubenstraße 1; 3; 4–6; 10; 46 | 09035332 – Glinkastraße 23, Mietshaus, 1891 |                                     |
| 09096005 | Mauerstraße 17–18, 21–23 Französische Straße 9, 12–15 Friedrichstraße 180–183 Glinkastraße 8–25, 30/32 Jägerstraße 1–6, (9), 10–11, 65–67, 70 Mohrenstraße 6, 58–63 Taubenstraße 1, 3–11, 42–45, (46, 48–49), 51–54 (Lage) | Ensemble Mauerstraße, Wohn- und Geschäftshäuser Baudenkmale siehe: Französische Straße 9,12; 15 Friedrichstraße 180–183 Jägerstraße 2–3; 10–11 Mauerstraße 23 Mohrenstraße 6, 63 Taubenstraße 1; 3; 4–6; 10; 46 | 09035337 – Glinkastraße 25 / Jägerstraße 6, Mietshaus, 1877 |                                     |
| 09096005 | Mauerstraße 17–18, 21–23 Französische Straße 9, 12–15 Friedrichstraße 180–183 Glinkastraße 8–25, 30/32 Jägerstraße 1–6, (9), 10–11, 65–67, 70 Mohrenstraße 6, 58–63 Taubenstraße 1, 3–11, 42–45, (46, 48–49), 51–54 (Lage) | Ensemble Mauerstraße, Wohn- und Geschäftshäuser Baudenkmale siehe: Französische Straße 9,12; 15 Friedrichstraße 180–183 Jägerstraße 2–3; 10–11 Mauerstraße 23 Mohrenstraße 6, 63 Taubenstraße 1; 3; 4–6; 10; 46 | 09095913 – Glinkastraße 30, Mietshaus, 1886 |                                     |
| 09096005 | Mauerstraße 17–18, 21–23 Französische Straße 9, 12–15 Friedrichstraße 180–183 Glinkastraße 8–25, 30/32 Jägerstraße 1–6, (9), 10–11, 65–67, 70 Mohrenstraße 6, 58–63 Taubenstraße 1, 3–11, 42–45, (46, 48–49), 51–54 (Lage) | Ensemble Mauerstraße, Wohn- und Geschäftshäuser Baudenkmale siehe: Französische Straße 9,12; 15 Friedrichstraße 180–183 Jägerstraße 2–3; 10–11 Mauerstraße 23 Mohrenstraße 6, 63 Taubenstraße 1; 3; 4–6; 10; 46 | 09095914 – Glinkastraße 32, Mietshaus, 1877 |                                     |
| 09096005 | Mauerstraße 17–18, 21–23 Französische Straße 9, 12–15 Friedrichstraße 180–183 Glinkastraße 8–25, 30/32 Jägerstraße 1–6, (9), 10–11, 65–67, 70 Mohrenstraße 6, 58–63 Taubenstraße 1, 3–11, 42–45, (46, 48–49), 51–54 (Lage) | Ensemble Mauerstraße, Wohn- und Geschäftshäuser Baudenkmale siehe: Französische Straße 9,12; 15 Friedrichstraße 180–183 Jägerstraße 2–3; 10–11 Mauerstraße 23 Mohrenstraße 6, 63 Taubenstraße 1; 3; 4–6; 10; 46 | 09035333 – Jägerstraße 1 / Mauerstraße, Mietshaus, 1871 (Vertretung der Freien und Hansestadt Hamburg beim Bund) |                                     |
| 09096005 | Mauerstraße 17–18, 21–23 Französische Straße 9, 12–15 Friedrichstraße 180–183 Glinkastraße 8–25, 30/32 Jägerstraße 1–6, (9), 10–11, 65–67, 70 Mohrenstraße 6, 58–63 Taubenstraße 1, 3–11, 42–45, (46, 48–49), 51–54 (Lage) | Ensemble Mauerstraße, Wohn- und Geschäftshäuser Baudenkmale siehe: Französische Straße 9,12; 15 Friedrichstraße 180–183 Jägerstraße 2–3; 10–11 Mauerstraße 23 Mohrenstraße 6, 63 Taubenstraße 1; 3; 4–6; 10; 46 | 09035335 – Jägerstraße 4, Mietshaus, 1867 |                                     |
| 09096005 | Mauerstraße 17–18, 21–23 Französische Straße 9, 12–15 Friedrichstraße 180–183 Glinkastraße 8–25, 30/32 Jägerstraße 1–6, (9), 10–11, 65–67, 70 Mohrenstraße 6, 58–63 Taubenstraße 1, 3–11, 42–45, (46, 48–49), 51–54 (Lage) | Ensemble Mauerstraße, Wohn- und Geschäftshäuser Baudenkmale siehe: Französische Straße 9,12; 15 Friedrichstraße 180–183 Jägerstraße 2–3; 10–11 Mauerstraße 23 Mohrenstraße 6, 63 Taubenstraße 1; 3; 4–6; 10; 46 | 09035336 – Jägerstraße 5, Mietshaus, 1874 |                                     |
| 09096005 | Mauerstraße 17–18, 21–23 Französische Straße 9, 12–15 Friedrichstraße 180–183 Glinkastraße 8–25, 30/32 Jägerstraße 1–6, (9), 10–11, 65–67, 70 Mohrenstraße 6, 58–63 Taubenstraße 1, 3–11, 42–45, (46, 48–49), 51–54 (Lage) | Ensemble Mauerstraße, Wohn- und Geschäftshäuser Baudenkmale siehe: Französische Straße 9,12; 15 Friedrichstraße 180–183 Jägerstraße 2–3; 10–11 Mauerstraße 23 Mohrenstraße 6, 63 Taubenstraße 1; 3; 4–6; 10; 46 | 09096007 – Jägerstraße 9, Wohn- und Geschäftshaus, 1895–1896 von Kayser & v. Großheim, Umbauten um 1950 und 1992 |                                     |
| 09096005 | Mauerstraße 17–18, 21–23 Französische Straße 9, 12–15 Friedrichstraße 180–183 Glinkastraße 8–25, 30/32 Jägerstraße 1–6, (9), 10–11, 65–67, 70 Mohrenstraße 6, 58–63 Taubenstraße 1, 3–11, 42–45, (46, 48–49), 51–54 (Lage) | Ensemble Mauerstraße, Wohn- und Geschäftshäuser Baudenkmale siehe: Französische Straße 9,12; 15 Friedrichstraße 180–183 Jägerstraße 2–3; 10–11 Mauerstraße 23 Mohrenstraße 6, 63 Taubenstraße 1; 3; 4–6; 10; 46 | 09095915 – Jägerstraße 65, Geschäftshaus, 1909–1910 von H. Röthing |                                     |
| 09096005 | Mauerstraße 17–18, 21–23 Französische Straße 9, 12–15 Friedrichstraße 180–183 Glinkastraße 8–25, 30/32 Jägerstraße 1–6, (9), 10–11, 65–67, 70 Mohrenstraße 6, 58–63 Taubenstraße 1, 3–11, 42–45, (46, 48–49), 51–54 (Lage) | Ensemble Mauerstraße, Wohn- und Geschäftshäuser Baudenkmale siehe: Französische Straße 9,12; 15 Friedrichstraße 180–183 Jägerstraße 2–3; 10–11 Mauerstraße 23 Mohrenstraße 6, 63 Taubenstraße 1; 3; 4–6; 10; 46 | 09095916 – Jägerstraße 66, Mietshaus, 1877 |                                     |
| 09096005 | Mauerstraße 17–18, 21–23 Französische Straße 9, 12–15 Friedrichstraße 180–183 Glinkastraße 8–25, 30/32 Jägerstraße 1–6, (9), 10–11, 65–67, 70 Mohrenstraße 6, 58–63 Taubenstraße 1, 3–11, 42–45, (46, 48–49), 51–54 (Lage) | Ensemble Mauerstraße, Wohn- und Geschäftshäuser Baudenkmale siehe: Französische Straße 9,12; 15 Friedrichstraße 180–183 Jägerstraße 2–3; 10–11 Mauerstraße 23 Mohrenstraße 6, 63 Taubenstraße 1; 3; 4–6; 10; 46 | 09095917 – Jägerstraße 70, Mietshaus, 1878 |                                     |
| 09096005 | Mauerstraße 17–18, 21–23 Französische Straße 9, 12–15 Friedrichstraße 180–183 Glinkastraße 8–25, 30/32 Jägerstraße 1–6, (9), 10–11, 65–67, 70 Mohrenstraße 6, 58–63 Taubenstraße 1, 3–11, 42–45, (46, 48–49), 51–54 (Lage) | Ensemble Mauerstraße, Wohn- und Geschäftshäuser Baudenkmale siehe: Französische Straße 9,12; 15 Friedrichstraße 180–183 Jägerstraße 2–3; 10–11 Mauerstraße 23 Mohrenstraße 6, 63 Taubenstraße 1; 3; 4–6; 10; 46 | 09080144 – Mauerstraße 22 / Taubenstraße, Mietshaus, 1853 |                                     |
| 09096005 | Mauerstraße 17–18, 21–23 Französische Straße 9, 12–15 Friedrichstraße 180–183 Glinkastraße 8–25, 30/32 Jägerstraße 1–6, (9), 10–11, 65–67, 70 Mohrenstraße 6, 58–63 Taubenstraße 1, 3–11, 42–45, (46, 48–49), 51–54 (Lage) | Ensemble Mauerstraße, Wohn- und Geschäftshäuser Baudenkmale siehe: Französische Straße 9,12; 15 Friedrichstraße 180–183 Jägerstraße 2–3; 10–11 Mauerstraße 23 Mohrenstraße 6, 63 Taubenstraße 1; 3; 4–6; 10; 46 | 09095984 – Mohrenstraße 58–61, Allianz- und Stuttgarter Lebensversicherungsbank AG, 1937–1943 von Heinrich Rosskotten, Umbauten um 1950 und 1991 |                                     |
| 09096005 | Mauerstraße 17–18, 21–23 Französische Straße 9, 12–15 Friedrichstraße 180–183 Glinkastraße 8–25, 30/32 Jägerstraße 1–6, (9), 10–11, 65–67, 70 Mohrenstraße 6, 58–63 Taubenstraße 1, 3–11, 42–45, (46, 48–49), 51–54 (Lage) | Ensemble Mauerstraße, Wohn- und Geschäftshäuser Baudenkmale siehe: Französische Straße 9,12; 15 Friedrichstraße 180–183 Jägerstraße 2–3; 10–11 Mauerstraße 23 Mohrenstraße 6, 63 Taubenstraße 1; 3; 4–6; 10; 46 | 09096013 – Taubenstraße 42–43, Versicherung Deutscher Herold, 1926 von Moritz Ernst Lesser, Umbau 1951–1952 |                                     |
| 09096005 | Mauerstraße 17–18, 21–23 Französische Straße 9, 12–15 Friedrichstraße 180–183 Glinkastraße 8–25, 30/32 Jägerstraße 1–6, (9), 10–11, 65–67, 70 Mohrenstraße 6, 58–63 Taubenstraße 1, 3–11, 42–45, (46, 48–49), 51–54 (Lage) | Ensemble Mauerstraße, Wohn- und Geschäftshäuser Baudenkmale siehe: Französische Straße 9,12; 15 Friedrichstraße 180–183 Jägerstraße 2–3; 10–11 Mauerstraße 23 Mohrenstraße 6, 63 Taubenstraße 1; 3; 4–6; 10; 46 | 09096015 – Taubenstraße 47, Geschäftshaus, um 1900, Umbau 1934 von W. von Gumberz |                                     |
| 09096005 | Mauerstraße 17–18, 21–23 Französische Straße 9, 12–15 Friedrichstraße 180–183 Glinkastraße 8–25, 30/32 Jägerstraße 1–6, (9), 10–11, 65–67, 70 Mohrenstraße 6, 58–63 Taubenstraße 1, 3–11, 42–45, (46, 48–49), 51–54 (Lage) | Ensemble Mauerstraße, Wohn- und Geschäftshäuser Baudenkmale siehe: Französische Straße 9,12; 15 Friedrichstraße 180–183 Jägerstraße 2–3; 10–11 Mauerstraße 23 Mohrenstraße 6, 63 Taubenstraße 1; 3; 4–6; 10; 46 | 09080280 – Taubenstraße 48–49, Deutsche Bau- und Bodenbank, 1928–1929 von Hans Jessen, Umbauten um 1949 und 1985 |                                     |
| 09096005 | Mauerstraße 17–18, 21–23 Französische Straße 9, 12–15 Friedrichstraße 180–183 Glinkastraße 8–25, 30/32 Jägerstraße 1–6, (9), 10–11, 65–67, 70 Mohrenstraße 6, 58–63 Taubenstraße 1, 3–11, 42–45, (46, 48–49), 51–54 (Lage) | Ensemble Mauerstraße, Wohn- und Geschäftshäuser Baudenkmale siehe: Französische Straße 9,12; 15 Friedrichstraße 180–183 Jägerstraße 2–3; 10–11 Mauerstraße 23 Mohrenstraße 6, 63 Taubenstraße 1; 3; 4–6; 10; 46 | 09080146 – Taubenstraße 53, Mietshaus, um 1885 |                                     |
| 09096005 | Mauerstraße 17–18, 21–23 Französische Straße 9, 12–15 Friedrichstraße 180–183 Glinkastraße 8–25, 30/32 Jägerstraße 1–6, (9), 10–11, 65–67, 70 Mohrenstraße 6, 58–63 Taubenstraße 1, 3–11, 42–45, (46, 48–49), 51–54 (Lage) | Ensemble Mauerstraße, Wohn- und Geschäftshäuser Baudenkmale siehe: Französische Straße 9,12; 15 Friedrichstraße 180–183 Jägerstraße 2–3; 10–11 Mauerstraße 23 Mohrenstraße 6, 63 Taubenstraße 1; 3; 4–6; 10; 46 | Ehemalige Bestandteile: |                                     |
| 09096005 | Mauerstraße 17–18, 21–23 Französische Straße 9, 12–15 Friedrichstraße 180–183 Glinkastraße 8–25, 30/32 Jägerstraße 1–6, (9), 10–11, 65–67, 70 Mohrenstraße 6, 58–63 Taubenstraße 1, 3–11, 42–45, (46, 48–49), 51–54 (Lage) | Ensemble Mauerstraße, Wohn- und Geschäftshäuser Baudenkmale siehe: Französische Straße 9,12; 15 Friedrichstraße 180–183 Jägerstraße 2–3; 10–11 Mauerstraße 23 Mohrenstraße 6, 63 Taubenstraße 1; 3; 4–6; 10; 46 | 09095912 – Glinkastraße 28, Mietshaus, 1876, 2022 aberkannt |                                     |
| 09096005 | Mauerstraße 17–18, 21–23 Französische Straße 9, 12–15 Friedrichstraße 180–183 Glinkastraße 8–25, 30/32 Jägerstraße 1–6, (9), 10–11, 65–67, 70 Mohrenstraße 6, 58–63 Taubenstraße 1, 3–11, 42–45, (46, 48–49), 51–54 (Lage) | Ensemble Mauerstraße, Wohn- und Geschäftshäuser Baudenkmale siehe: Französische Straße 9,12; 15 Friedrichstraße 180–183 Jägerstraße 2–3; 10–11 Mauerstraße 23 Mohrenstraße 6, 63 Taubenstraße 1; 3; 4–6; 10; 46 | 09095918 – Jägerstraße 71 / Glinkastraße, Mietshaus, 1882 |                                     |
| 09096005 | Mauerstraße 17–18, 21–23 Französische Straße 9, 12–15 Friedrichstraße 180–183 Glinkastraße 8–25, 30/32 Jägerstraße 1–6, (9), 10–11, 65–67, 70 Mohrenstraße 6, 58–63 Taubenstraße 1, 3–11, 42–45, (46, 48–49), 51–54 (Lage) | Ensemble Mauerstraße, Wohn- und Geschäftshäuser Baudenkmale siehe: Französische Straße 9,12; 15 Friedrichstraße 180–183 Jägerstraße 2–3; 10–11 Mauerstraße 23 Mohrenstraße 6, 63 Taubenstraße 1; 3; 4–6; 10; 46 | 09096011 – Taubenstraße 7–9, Bürogebäude, um 1960 |                                     |
| 09096005 | Mauerstraße 17–18, 21–23 Französische Straße 9, 12–15 Friedrichstraße 180–183 Glinkastraße 8–25, 30/32 Jägerstraße 1–6, (9), 10–11, 65–67, 70 Mohrenstraße 6, 58–63 Taubenstraße 1, 3–11, 42–45, (46, 48–49), 51–54 (Lage) | Ensemble Mauerstraße, Wohn- und Geschäftshäuser Baudenkmale siehe: Französische Straße 9,12; 15 Friedrichstraße 180–183 Jägerstraße 2–3; 10–11 Mauerstraße 23 Mohrenstraße 6, 63 Taubenstraße 1; 3; 4–6; 10; 46 | Nicht konstituierender Bestandteil des Ensembles: Glinkastraße 18, 22/26, Jägerstraße 7, 8, Taubenstraße 7–9 |                                     |
| 09097852 | Mauerstraße 86–93 Friedrichstraße 206 Schützenstraße 5 Zimmerstraße 11, 19A, 79–90 (Lage) | Grenzübergangsstelle Friedrichsstraße/Zimmerstraße, Checkpoint Charlie Ensembles siehe: Mauerstraße und Schützenstraße (es bestehen Überschneidungen) Baudenkmale siehe: Friedrichstraße 206 Mauerstraße 93 Zimmerstraße 11, 90 | Reste der Grenzanlage, 1961–1989 |                                     |
| 09097852 | Mauerstraße 86–93 Friedrichstraße 206 Schützenstraße 5 Zimmerstraße 11, 19A, 79–90 (Lage) | Grenzübergangsstelle Friedrichsstraße/Zimmerstraße, Checkpoint Charlie Ensembles siehe: Mauerstraße und Schützenstraße (es bestehen Überschneidungen) Baudenkmale siehe: Friedrichstraße 206 Mauerstraße 93 Zimmerstraße 11, 90 | Weitere Bestandteile des Ensembles: |                                     |
| 09097852 | Mauerstraße 86–93 Friedrichstraße 206 Schützenstraße 5 Zimmerstraße 11, 19A, 79–90 (Lage) | Grenzübergangsstelle Friedrichsstraße/Zimmerstraße, Checkpoint Charlie Ensembles siehe: Mauerstraße und Schützenstraße (es bestehen Überschneidungen) Baudenkmale siehe: Friedrichstraße 206 Mauerstraße 93 Zimmerstraße 11, 90 | 09030048 – Mauerstraße 86–88, Geschäftshaus, nach 1895, Umbau nach 1935 (doppelt eingetragen) |                                     |
| 09097852 | Mauerstraße 86–93 Friedrichstraße 206 Schützenstraße 5 Zimmerstraße 11, 19A, 79–90 (Lage) | Grenzübergangsstelle Friedrichsstraße/Zimmerstraße, Checkpoint Charlie Ensembles siehe: Mauerstraße und Schützenstraße (es bestehen Überschneidungen) Baudenkmale siehe: Friedrichstraße 206 Mauerstraße 93 Zimmerstraße 11, 90 | 09030024 – Schützenstraße 5, Geschäftshaus, 1908 (doppelt eingetragen) |                                     |
| 09097852 | Mauerstraße 86–93 Friedrichstraße 206 Schützenstraße 5 Zimmerstraße 11, 19A, 79–90 (Lage) | Grenzübergangsstelle Friedrichsstraße/Zimmerstraße, Checkpoint Charlie Ensembles siehe: Mauerstraße und Schützenstraße (es bestehen Überschneidungen) Baudenkmale siehe: Friedrichstraße 206 Mauerstraße 93 Zimmerstraße 11, 90 | 09030026 – Zimmerstraße 79–80, Geschäftshaus, 1913–1914 von John Martens (doppelt eingetragen) |                                     |
| 09097852 | Mauerstraße 86–93 Friedrichstraße 206 Schützenstraße 5 Zimmerstraße 11, 19A, 79–90 (Lage) | Grenzübergangsstelle Friedrichsstraße/Zimmerstraße, Checkpoint Charlie Ensembles siehe: Mauerstraße und Schützenstraße (es bestehen Überschneidungen) Baudenkmale siehe: Friedrichstraße 206 Mauerstraße 93 Zimmerstraße 11, 90 | 09095955 – Zimmerstraße 88–89, Geschäftshaus, um 1900, Vorderhaus, 1940 von Erich Schwanz (doppelt eingetragen) |                                     |
| 09030023 | Schützenstraße 5–6A Charlottenstraße 77 Zimmerstraße 79–80 (Lage) | Geschäftshäuser Ensemble siehe: Checkpoint Charlie Baudenkmal siehe: Schützenstraße 6–6A | Weitere Bestandteile des Ensembles: | Weitere Bestandteile des Ensembles: |
| 09030023 | Schützenstraße 5–6A Charlottenstraße 77 Zimmerstraße 79–80 (Lage) | Geschäftshäuser Ensemble siehe: Checkpoint Charlie Baudenkmal siehe: Schützenstraße 6–6A | 09030024 – Schützenstraße 5, Geschäftshaus, 1908 |                                     |
| 09030023 | Schützenstraße 5–6A Charlottenstraße 77 Zimmerstraße 79–80 (Lage) | Geschäftshäuser Ensemble siehe: Checkpoint Charlie Baudenkmal siehe: Schützenstraße 6–6A | 09030026 – Zimmerstraße 79–80, Geschäftshaus, 1913–1914 von John Martens |                                     |

## Denkmalbereiche (Gesamtanlagen)
| Nr.                | Lage | Offizielle Bezeichnung                                                                                     | Beschreibung | Bild                                        |
| ------------------ | --- | --- | --- | ------------------------------------------- |
| 09075003           | Markgrafenstraße 38 Jägerstraße 21 (Lage) | Königliche Seehandlung & Preußische Staatsbank Bestandteil des Ensembles: Gendarmenmarkt & Hausvogteiplatz | 1901–03 von Paul Kieschke, Umbau 1938–1940 | Markgrafenstraße 38                         |
| 09075003           | Jägerstraße 22–23 | Königliche Seehandlung & Preußische Staatsbank Bestandteil des Ensembles: Gendarmenmarkt & Hausvogteiplatz | 1936–1939 von Hubert Lütcke |                                             |
| 09075003           | Taubenstraße 27–28 | Königliche Seehandlung & Preußische Staatsbank Bestandteil des Ensembles: Gendarmenmarkt & Hausvogteiplatz | um 1900, Umbau 1938 von Hubert Lütcke | Markgrafenstraße 38                         |
| 09075003           | Taubenstraße 29 | Königliche Seehandlung & Preußische Staatsbank Bestandteil des Ensembles: Gendarmenmarkt & Hausvogteiplatz | ehem. Geschäftshaus, Umbau 1924–1926 von Beckmann | Markgrafenstraße 38                         |
| 09080262           | Mauerstraße 29 Behrenstraße 9 Französische Straße 63, 64 Glinkastraße 27, 35, 37 (Lage) | Deutsche Bank                                                                                              | Komplex I, 1872–1874 von Ende & Böckmann (Behrenstraße 9); Um- und Erweiterungsbauten, 1882–1910 von Wilhelm Martens, Wiederaufbau 1949 von Franz Ehrlich | Mauerstrasse 29–32, Deutsche Bank, Block I  |
| 09080262           | Mauerstraße 26–28 Französische Straße 2, 7 Jägerstraße | Deutsche Bank                                                                                              | Komplex II, Wilhelm Martens | Mauerstrasse 25–28, Deutsche Bank, Block II |
| 09080262           | Mauerstraße 26–28 Französische Straße 2, 7 Jägerstraße | Deutsche Bank                                                                                              | Verbindungsbrücke der Deutschen Bank, 1882–1910 von Wilhelm Martens                                                                                       | Mauerstrasse 25–28, Deutsche Bank, Block II |
| 09080262           | Mauerstraße 39, 42 | Deutsche Bank                                                                                              | Nordstern-Lebensversicherung, 1900–1901 von Kayser & v. Großheim, Umbau 1914 (bis 2023 Bundesamt für Verbraucherschutz und Lebensmittelsicherheit)        |                                             |
| 09080262           | Mauerstraße 39, 42 | Deutsche Bank                                                                                              | Erweiterung für die Deutsche Bank, 1914 von Hans Jessen                                                                                                   |                                             |
| 09075020 (11/2021) | Wilhelmstraße 45–48, 75–78, 84–94 An der Kolonnade 1–6, 7/11 Behrenstraße 1B-C Gertrud-Kolmar-Straße 1–4, 5/9 Hannah-Arendt-Straße 1–4, 6 In den Ministergärten 1 Mohrenstraße 67–69 Voßstraße 1, 9–12 (Lage) | Wohnquartier Wilhelmstraße (Otto-Grotewohl-Straße)                                                         | Siedlung (4 Wohnzeilen), 1987–1992 von Helmut Stingl, Dietrich Kabisch, Roland Korn, Solweig Steller                                                      |                                             |
| 09075020 (11/2021) | Wilhelmstraße 45–48, 75–78, 84–94 An der Kolonnade 1–6, 7/11 Behrenstraße 1B-C Gertrud-Kolmar-Straße 1–4, 5/9 Hannah-Arendt-Straße 1–4, 6 In den Ministergärten 1 Mohrenstraße 67–69 Voßstraße 1, 9–12 (Lage) | Wohnquartier Wilhelmstraße (Otto-Grotewohl-Straße)                                                         | Kindertagesstätte |                                             |
| 09075020 (11/2021) | Wilhelmstraße 45–48, 75–78, 84–94 An der Kolonnade 1–6, 7/11 Behrenstraße 1B-C Gertrud-Kolmar-Straße 1–4, 5/9 Hannah-Arendt-Straße 1–4, 6 In den Ministergärten 1 Mohrenstraße 67–69 Voßstraße 1, 9–12 (Lage) | Wohnquartier Wilhelmstraße (Otto-Grotewohl-Straße)                                                         | Geschäft und Wohnblock |                                             |
| 09075020 (11/2021) | Wilhelmstraße 45–48, 75–78, 84–94 An der Kolonnade 1–6, 7/11 Behrenstraße 1B-C Gertrud-Kolmar-Straße 1–4, 5/9 Hannah-Arendt-Straße 1–4, 6 In den Ministergärten 1 Mohrenstraße 67–69 Voßstraße 1, 9–12 (Lage) | Wohnquartier Wilhelmstraße (Otto-Grotewohl-Straße)                                                         | Freiraumgestaltung an der Wilhelmstraße |                                             |
| 09080266           | Zietenplatz (Lage) | Bronzestandbilder der Generale des siebenjährigen Krieges                                                  | Kurt Christoph Graf von Schwerin, 1857–1861 von August Kiß                                                                                                |                                             |
| 09080266           | Zietenplatz (Lage) | Bronzestandbilder der Generale des siebenjährigen Krieges                                                  | Hans Carl von Winterfeld, 1857–1861 von August Kiß |                                             |
| 09080266           | Zietenplatz (Lage) | Bronzestandbilder der Generale des siebenjährigen Krieges                                                  | Jakob Francis Edward Keith, 1857–1861 von August Kiß |                                             |
| 09080266           | Zietenplatz (Lage) | Bronzestandbilder der Generale des siebenjährigen Krieges                                                  | Friedrich Wilhelm von Seydlitz, 1857–1861 von August Kiß                                                                                                  |                                             |
| 09080266           | Zietenplatz (Lage) | Bronzestandbilder der Generale des siebenjährigen Krieges                                                  | Hans-Joachim von Zieten, 1857–1861 von August Kiß |                                             |
| 09080266           | Zietenplatz (Lage) | Bronzestandbilder der Generale des siebenjährigen Krieges                                                  | Leopold Fürst von Anhalt-Dessau, 1857–1861 von August Kiß                                                                                                 |                                             |

## Baudenkmale
| Nr.                | Lage                                                                                     | Offizielle Bezeichnung | Beschreibung | Bild                                                 |
| ------------------ | ---------------------------------------------------------------------------------------- | --- | --- | ---------------------------------------------------- |
| 09080288           | Behrenstraße 14–16 Glinkastraße 44 (Lage)                                                | Wohn- und Geschäftshaus | 1898 von Heinrich Theising |                                                      |
| 09080261           | Behrenstraße 21–22 (Lage)                                                                | A. Schaaffhausen’scher Bankverein | 1911–1912 von Bielenberg & Moser (heute Vertretung des Freistaates Bayern beim Bund)                                                                                              |                                                      |
| 09035027           | Behrenstraße 27 (Lage)                                                                   | Weinhandlung Ewest Bestandteil des Ensembles: Friedrichstraße I | 1855–1856 |                                                      |
| 09080268           | Behrenstraße 32–34 Französische Straße 42/44 (Lage)                                      | Berliner Handelsgesellschaft Bestandteil des Ensembles: Gendarmenmarkt & Hausvogteiplatz                                                                             | Hinterhaus, 1897–1900 von Alfred Messel | Französische Straße                                  |
| 09080268           | Behrenstraße 32–34 Französische Straße 42/44 (Lage)                                      | Berliner Handelsgesellschaft Bestandteil des Ensembles: Gendarmenmarkt & Hausvogteiplatz                                                                             | 1897–1900 von Alfred Messel |                                                      |
| 09080268           | Behrenstraße 33–34                                                                       | Berliner Handelsgesellschaft Bestandteil des Ensembles: Gendarmenmarkt & Hausvogteiplatz                                                                             | Erweiterungsbau, 1905–1907 von Alfred Messel |                                                      |
| 09080268           | Charlottenstraße 33–33A                                                                  | Berliner Handelsgesellschaft Bestandteil des Ensembles: Gendarmenmarkt & Hausvogteiplatz                                                                             | 1909–1911 von Heinrich Schweitzer | Fassade Charlottenstraße und Französische Straße     |
| 09075007           | Charlottenstraße 53–54 (Lage)                                                            | Otto-Nuschke-Haus, Parteisitz des Hauptvorstandes der Christlich-Demokratischen Union Deutschlands (CDU) Bestandteil des Ensembles: Gendarmenmarkt & Hausvogteiplatz | 1981–1985 von Manfred Prasser, Günter Boy |                                                      |
| 09075001           | Charlottenstraße 60 Mohrenstraße 22–23 (Lage)                                            | Berlinische Bodengesellschaft Bestandteil des Ensembles: Gendarmenmarkt & Hausvogteiplatz                                                                            | 1907 von Cremer & Wolffenstein |                                                      |
| 09095910           | Französische Straße 9, 12 Jägerstraße 67–69 (Lage)                                       | Postamt W 8 Bestandteil des Ensembles: Mauerstraße | 1908–1912 von Wilhelm Walter und Ludwig Meyer |                                                      |
| 09080001           | Französische Straße 15 (Lage)                                                            | Wohn- und Geschäftshaus Bestandteil des Ensembles: Mauerstraße | 1881, Umbau 1926 von Bielenberg & Moser |                                                      |
| 09095922           | Französische Straße 32 (Lage)                                                            | Wohn- und Geschäftshaus Bestandteil des Ensembles: Gendarmenmarkt & Hausvogteiplatz                                                                                  | 1832, Um- und Erweiterungsbauten als Bankgebäude der Handelsgesellschaft J. Dreyfuß & Co., 1921–1922 von Otto Ortel                                                               |                                                      |
| 09080291           | Französische Straße 47 (Lage)                                                            | Weinhandlung Borchardt | 1899–1900 von Carl Gause |                                                      |
| 09020099 (12/2023) | Französische Straße 65–67 Mauerstraße (Lage)                                             | Ministerium des Innern der DDR | Haus 3, 1981–1985 von VEB BMK Ingenieurhochbau Berlin, Günter Stahn, Horst Berghäuser, Franz Klinger                                                                              |                                                      |
| 09020099 (12/2023) | Französische Straße 65–67 Mauerstraße (Lage)                                             | Ministerium des Innern der DDR | Brücke und Einfassungsmauer am östlichen Gebäudeeingang |                                                      |
| 09035322           | Friedrichstraße (Lage)                                                                   | U-Bahnhof Französische Straße | 1916–1923 von Heinrich Jennen, Alfred Grenander und Alfred Fehse |                                                      |
| 09095935           | Friedrichstraße Mohrenstraße (Lage)                                                      | U-Bahnhof Stadtmitte | U2, 1906–1908 von Alfred Grenander | Bahnsteig der U6                                     |
| 09095935           | Friedrichstraße Mohrenstraße (Lage)                                                      | U-Bahnhof Stadtmitte | U6, 1917–1923 von Heinrich Jennen, Alfred Grenander und Alfred Fehse | Bahnsteig der U6                                     |
| 09080292           | Friedrichstraße 58 Leipziger Straße 29 (Lage)                                            | Kaufhaus Moritz Mädler | 1909 von Robert Leibnitz |                                                      |
| 09035028           | Friedrichstraße 61 Kronenstraße 15 (Lage)                                                | Geschäftshaus | 1910 von Robert Leibnitz |                                                      |
| 09035324           | Friedrichstraße 165 (Lage)                                                               | Ausschankgebäude der Pschorr-Brauerei Bestandteil des Ensembles: Friedrichstraße I                                                                                   | 1887–1889 von Kayser & v. Großheim |                                                      |
| 09035325           | Friedrichstraße 166 (Lage)                                                               | Geschäftshaus Bestandteil des Ensembles: Friedrichstraße I | 1899 von Ferdinand Wendelstadt und Max Welsch |                                                      |
| 09035326           | Friedrichstraße 167 (Lage)                                                               | Geschäftshaus Automat Bestandteil des Ensembles: Friedrichstraße I                                                                                                   | 1904–1905 von Bruno Schmitz |                                                      |
| 09096006           | Friedrichstraße 180–183 Mohrenstraße Taubenstraße 11 (Lage)                              | Deutsche Innen- und Außenhandels-Gesellschaft (DIA) Bestandteil des Ensembles: Mauerstraße                                                                           | 1955 vom Entwurfsbüro für Hochbau II |                                                      |
| 09080286           | Friedrichstraße 194–199 (Lage)                                                           | Haus Friedrichstadt | 1935 von Jürgen Bachmann |                                                      |
| 09060093           | Gendarmenmarkt (Lage)                                                                    | Schillerdenkmal Bestandteil des Ensembles: Gendarmenmarkt & Hausvogteiplatz                                                                                          | 1864–1869 von Reinhold Begas |                                                      |
| 09065016           | Gendarmenmarkt 1–2 (Lage)                                                                | Deutscher Dom Bestandteil des Ensembles: Gendarmenmarkt & Hausvogteiplatz                                                                                            | 1781–1785 Kuppelturm von Karl von Gontard; Neubau der Kirche auf dem ursprünglichen Grundriss Martin Grünbergs (1701–1708), 1881–1882 von Hude & Hennicke, Wiederaufbau 1975–1996 |                                                      |
| 09065015           | Gendarmenmarkt 3–4 (Lage)                                                                | Schauspielhaus Bestandteil des Ensembles: Gendarmenmarkt & Hausvogteiplatz                                                                                           | 1818–1821 von Karl Friedrich Schinkel, Umbau zum Konzerthaus Berlin 1976–1984 von K. Just und Manfred Prasser                                                                     |                                                      |
| 09065017           | Gendarmenmarkt 5–7 (Lage)                                                                | Französischer Dom Bestandteil des Ensembles: Gendarmenmarkt & Hausvogteiplatz                                                                                        | 1701–1705 von Louis Cayard und Abraham Quesnays; Kuppelturm, 1781–1785 von Karl von Gontard, Umbau der Kirche 1905 von Otto March, Wiederaufbau 1978–1983                         |                                                      |
| 09030007           | Hausvogteiplatz Taubenstraße (Lage)                                                      | U-Bahnhof Hausvogteiplatz Bestandteil des Ensembles: Gendarmenmarkt & Hausvogteiplatz                                                                                | 1906–1908 von Alfred Grenander |                                                      |
| 09035327           | Hausvogteiplatz 1 (Lage)                                                                 | Geschäftshaus Bestandteil des Ensembles: Gendarmenmarkt & Hausvogteiplatz                                                                                            | 1930 von Walter Growald und Wilhelm Caspari |                                                      |
| 09030004           | Hausvogteiplatz 3–4 (Lage)                                                               | Geschäftshaus Am Bullenwinkel Bestandteil des Ensembles: Gendarmenmarkt & Hausvogteiplatz                                                                            | 1892–1893 von Alterthum & Zadek |                                                      |
| 09030005           | Hausvogteiplatz 8–9 Mohrenstraße 39–41 (Lage)                                            | Geschäftshaus Zum Hausvoigt Bestandteil des Ensembles: Gendarmenmarkt & Hausvogteiplatz                                                                              | 1889–1890 von Otto March, Wiederaufbau 1953–1955 |                                                      |
| 09030006           | Hausvogteiplatz 12 (Lage)                                                                | Haus zur Berolina Bestandteil des Ensembles: Gendarmenmarkt & Hausvogteiplatz                                                                                        | 1895 von Alterthum & Zadek |                                                      |
| 09035334           | Jägerstraße 2–3 Mauerstraße 24 (Lage)                                                    | Club von Berlin Bestandteil des Ensembles: Mauerstraße | 1892–1893 von Kayser & v. Großheim |                                                      |
| 09095983           | Jägerstraße 10–11 (Lage)                                                                 | Deutsche Revisions- und Treuhand AG Bestandteil des Ensembles: Mauerstraße                                                                                           | 1936 von Hanns A. Pfeffer |                                                      |
| 09030034           | Jägerstraße 28 (Lage)                                                                    | Wohn- und Geschäftshaus Bestandteil des Ensembles: Gendarmenmarkt & Hausvogteiplatz                                                                                  | 1894–1895 von Albert Bohm |                                                      |
| 09030037           | Jägerstraße 33 Oberwallstraße (Lage)                                                     | Konfektionshaus Valentin Manheimer Bestandteil des Ensembles: Gendarmenmarkt & Hausvogteiplatz                                                                       | 1907–1908 von Salinger & Schmohl |                                                      |
| 09030038           | Jägerstraße 43–44 Oberwallstraße (Lage)                                                  | Generaltelegraphenamt Bestandteil des Ensembles: Gendarmenmarkt & Hausvogteiplatz                                                                                    | 1864 von Wilhelm Salzenberg und Adolph Lohse | Fassade Oberwallstraße                               |
| 09030038           | Jägerstraße 43–44 Oberwallstraße (Lage)                                                  | Generaltelegraphenamt Bestandteil des Ensembles: Gendarmenmarkt & Hausvogteiplatz                                                                                    | Erweiterungsbau Jägerstraße, 1877–1878 von Carl Schwatlo | Fassade Jägerstraße                                  |
| 09030038           | Jägerstraße 43–44 Oberwallstraße (Lage)                                                  | Generaltelegraphenamt Bestandteil des Ensembles: Gendarmenmarkt & Hausvogteiplatz                                                                                    | Erweiterungsbau 1902 Kessler und Steinemann |                                                      |
| 09080277           | Jägerstraße 49–50 (Lage)                                                                 | Bankhaus Mendelssohn & Co. Bestandteil des Ensembles: Gendarmenmarkt & Hausvogteiplatz                                                                               | 1891–1893 von Schmieden & Speer |                                                      |
| 09065005           | Jägerstraße 51 (Lage)                                                                    | Wohn- und Geschäftshaus Mendelssohn, Mendelssohn-Remise Bestandteil des Ensembles: Gendarmenmarkt & Hausvogteiplatz                                                  | 1789, Umbau um 1870, Aufstockung um 1950 |                                                      |
| 09080278           | Jägerstraße 54–55 (Lage)                                                                 | Bankhaus Ebeling Bestandteil des Ensembles: Gendarmenmarkt & Hausvogteiplatz                                                                                         | 1914–1915 von Erdmann & Spindler unter Einbeziehung eines Mietshauses, 1888 | Bankhaus Ebeling mit historischem Mietshaus (rechts) |
| 09080293           | Krausenstraße 8 (Lage)                                                                   | Mietshaus | 1871, Aufstockung 1958–1959 |                                                      |
| 09080294           | Krausenstraße 9–10 (Lage)                                                                | Wohn- und Geschäftshaus | 1909 von Salinger & Schmohl |                                                      |
| 09080296           | Krausenstraße 17 Schützenstraße 64 (Lage)                                                | Geschäftshaus H. Wolff | 1909 von Friedrich Kristeller |                                                      |
| 09080297           | Krausenstraße 18 (Lage)                                                                  | Handelshaus | 1911 von Nentwich & Simon |                                                      |
| 09080300           | Krausenstraße 35–36 (Lage)                                                               | Geschäftshaus | um 1900, Fassadenüberformung nach 1937 |                                                      |
| 09035343           | Krausenstraße 38–39 Schützenstraße 40–45 (Lage)                                          | Krausenhof | 1911 von Hermann Dernburg und Albert Bohm, Aufstockung 1953 |                                                      |
| 09035343           | Krausenstraße 38–39 Schützenstraße 40–45 (Lage)                                          | Krausenhof | Rückgebäude Schützenstraße, 1911 von Hermann Dernburg und Albert Bohm | Fassade Schützenstraße                               |
| 09035341           | Kronenstraße 10 (Lage)                                                                   | Möbelhaus Trunck & Co. | 1902 von Hart & Lesser |                                                      |
| 09035342           | Kronenstraße 11 (Lage)                                                                   | Geschäftshaus | 1912 von Heilbrunn & Seiden |                                                      |
| 09035348           | Kronenstraße 73–74 (Lage)                                                                | Wohnhaus | 1893; Umbau 1926 |                                                      |
| 09095936           | Leipziger Platz Stresemannstraße (Lage)                                                  | U-Bahnhof Berlin Potsdamer Platz | U2, 1906–1907 von Alfred Grenander | Bahnsteig der U2                                     |
| 09096003           | Leipziger Straße 3–4 (Lage)                                                              | Preußisches Herrenhaus mit Ehrenhof Bestandteil des Ensembles: Leipziger Straße                                                                                      | 1899–1904 von Friedrich Schulze |                                                      |
| 09096003           | Leipziger Straße 3–4 (Lage)                                                              | Preußisches Herrenhaus mit Ehrenhof Bestandteil des Ensembles: Leipziger Straße                                                                                      | Ehrenhof |                                                      |
| 09095987           | Leipziger Straße 7 Niederkirchnerstraße 1–4, Wilhelmstraße 97 (Lage)                     | Reichsluftfahrtministerium (Detlev-Rohwedder-Haus) Bestandteil des Ensembles: Leipziger Straße                                                                       | 1934–1936 von Ernst Sagebiel, Umbau 1946–1947 (siehe auch Gartendenkmal Ehrenhof, Innenhöfe und Gartenanlagen)                                                                    | Vorderseite an der Wilhelmstraße                     |
| 09095987           | Leipziger Straße 7 Niederkirchnerstraße 1–4, Wilhelmstraße 97 (Lage)                     | Reichsluftfahrtministerium (Detlev-Rohwedder-Haus) Bestandteil des Ensembles: Leipziger Straße                                                                       | Wandbild, 1952 von Max Lingner | Vorderseite an der Wilhelmstraße                     |
| 09080301           | Leipziger Straße 36 Charlottenstraße 24 (Lage)                                           | Damenmodenhaus Kersten & Tuteur | 1913 von Hermann Muthesius |                                                      |
| 09095929           | Leipziger Straße 112 Mauerstraße 12 (Lage)                                               | WMF-Haus Bestandteil des Ensembles: Mauerstraße 12... | 1904–1905 von Eisenlohr & Weigle |                                                      |
| 09030040           | Leipziger Straße 125 (Lage)                                                              | Erweiterungsbau des Ministeriums der öffentlichen Arbeiten | 1894 von Paul Kieschke |                                                      |
| 09075019 (05/2021) | Markgrafenstraße 39–41 Französische Straße 27–29 Jägerstraße 56 (Lage)                   | Wohnkomplex Bestandteil des Ensembles: Gendarmenmarkt & Hausvogteiplatz                                                                                              | 1985–1987 von Manfred Prasser, Matthias Borner |                                                      |
| 09075019 (05/2021) | Markgrafenstraße 39–41 Französische Straße 27–29 Jägerstraße 56 (Lage)                   | Transformatorenstation | |                                                      |
| 09075004           | Markgrafenstraße 46 Französische Straße 40–41 (Lage)                                     | Treppenhaus des ehem. Gebäudes der Achard’schen Stiftung Bestandteil des Ensembles: Gendarmenmarkt & Hausvogteiplatz                                                 | 1863–1865 von Adolph Lohse |                                                      |
| 09075004           | Markgrafenstraße 46 Französische Straße 40–41 (Lage)                                     | Denkmalverlust: Geschäftshaus | Das Geschäftshaus wurde bis auf das Treppenhaus 1997 abgerissen |                                                      |
| 09080298           | Markgrafenstraße 55 Schützenstraße 63 (Lage)                                             | Geschäftshaus | 1914 von Oskar Kaufmann; Überformung und Erweiterungsbau Schützenstraße, 1937–1940                                                                                                |                                                      |
| 09080145           | Mauerstraße 23 (Lage)                                                                    | Mietshaus Bestandteil des Ensembles: Mauerstraße | 1841, Umbau 1873 |                                                      |
| 09080285           | Mauerstraße 45–52 Wilhelmstraße 49 (Lage)                                                | Ehemaliges Reichsministerium für Volksaufklärung und Propaganda (heute: Bundesministerium für Arbeit und Soziales)                                                   | 1934–1940 von Karl Reichle | Fassade Mauerstraße                                  |
| 09080285           | Mauerstraße 45–52 Wilhelmstraße 49 (Lage)                                                | Ehemaliges Reichsministerium für Volksaufklärung und Propaganda (heute: Bundesministerium für Arbeit und Soziales)                                                   | Hofanlage |                                                      |
| 09080282           | Mauerstraße 53 (Lage)                                                                    | Kleisthaus | Bankhaus von der Heydt, 1912–1913 von Bodo Ebhardt, Reliefs von Georg Kolbe |                                                      |
| 09030043           | Mauerstraße 75 Leipziger Straße 16 (Lage)                                                | Kaiserliches Generalpostamt, Reichspostministerium (seit den 1990er Jahren Museum für Kommunikation) Bestandteil des Ensembles: Mauerstraße 12...                    | 1871–1874 von Carl Schwatlo |                                                      |
| 09030043           | Mauerstraße 75 Leipziger Straße 16 (Lage)                                                | Kaiserliches Generalpostamt, Reichspostministerium (seit den 1990er Jahren Museum für Kommunikation) Bestandteil des Ensembles: Mauerstraße 12...                    | Erweiterungsbau mit Reichspostmuseum, 1893–1898 von Ernst Hake, Heinrich Techow und Franz Ahrens                                                                                  |                                                      |
| 09030008           | Mauerstraße 76 (Lage)                                                                    | Geschäftshaus Bestandteil des Ensembles: Mauerstraße 12... | 1908 von Carl Mostert |                                                      |
| 09030009           | Mauerstraße 77 (Lage)                                                                    | Geschäftshaus Bestandteil des Ensembles: Mauerstraße 12... | 1914 von Wilhelm Johow |                                                      |
| 09030046           | Mauerstraße 78–80 Wilhelmstraße (Lage)                                                   | Abspannwerk Buchhändlerhof Bestandteil des Ensembles: Mauerstraße 12...                                                                                              | 1926–1928 von Hans Heinrich Müller | Wartengebäude am südlichen Bauteil                   |
| 09030046           | Mauerstraße 78–80 Wilhelmstraße (Lage)                                                   | Abspannwerk Buchhändlerhof Bestandteil des Ensembles: Mauerstraße 12...                                                                                              | Altes Maschinenhaus von 1885 bis 1886 |                                                      |
| 09030047           | Mauerstraße 83–84 (Lage)                                                                 | Geschäftshaus Bestandteil des Ensembles: Mauerstraße 12... | um 1908 |                                                      |
| 09080302           | Mauerstraße 85 (Lage)                                                                    | Mietshaus Bestandteil des Ensembles: Mauerstraße 12... | 1824, Aufstockung 1839 |                                                      |
| 09080302           | Mauerstraße 85 (Lage)                                                                    | Mietshaus Bestandteil des Ensembles: Mauerstraße 12... | Seitenflügel 1839, Quergebäude 1875 |                                                      |
| 09030049           | Mauerstraße 93 (Lage)                                                                    | Geschäftshaus Bestandteil der Ensembles: Mauerstraße 12... und Checkpoint Charlie                                                                                    | um 1905 |                                                      |
| 09095934           | Mohrenstraße (Lage)                                                                      | U-Bahnhof Mohrenstraße | 1906–1908 von Alfred Grenander, Umbau 1950 |                                                      |
| 09030010           | Mohrenstraße 6 Glinkastraße 8 (Lage)                                                     | Versicherung „Der Anker“, Geschäftshaus Bestandteil des Ensembles: Mauerstraße                                                                                       | 1911 von Adolf Zabel und Otto Paulini |                                                      |
| 09080284           | Mohrenstraße 20–21 (Lage)                                                                | NDPD-Haus Bestandteil des Ensembles: Gendarmenmarkt & Hausvogteiplatz                                                                                                | 1957–1958 vom Kollektiv Kuhnert |                                                      |
| 09080284           | Mohrenstraße 20–21 (Lage)                                                                | NDPD-Haus Bestandteil des Ensembles: Gendarmenmarkt & Hausvogteiplatz                                                                                                | Vestibül mit Keramikfries, 1958 von Waldemar Grzimek und Hedwig Bollhagen |                                                      |
| 09095926           | Mohrenstraße (vor Nr. 37B und Nr. 40–41) (Lage)                                          | Mohrenkolonnaden Bestandteil des Ensembles: Gendarmenmarkt & Hausvogteiplatz                                                                                         | 1787 von Carl Gotthard Langhans | nördliche Kolonnaden Mohrenstraße 40–41              |
| 09096009           | Mohrenstraße 63 Glinkastraße 11 Mauerstraße 17 (Lage)                                    | Allianzversicherung Bestandteil des Ensembles: Mauerstraße | 1913–1916 von Bodo Ebhardt |                                                      |
| 09080283           | Mohrenstraße 66 (Lage)                                                                   | Kur- und Neumärkische Haupt-Ritterschafts-Direktion | 1890–1892 von Ditmar |                                                      |
| 09096004           | Niederkirchnerstraße 5 (Lage)                                                            | Preußischer Landtag, Berliner Abgeordnetenhaus Bestandteil des Ensembles: Leipziger Straße                                                                           | 1892–1897 von Friedrich Schulze, Umbau 1936 von Ernst Sagebiel |                                                      |
| 09060121           | Niederkirchnerstraße 5 (Lage)                                                            | Standbild Freiherr Karl vom und zum Stein Bestandteil des Ensembles: Leipziger Straße                                                                                | 1875 von Hermann Schievelbein und Hugo Hagen |                                                      |
| 09030051           | Niederwallstraße 6–7 (Lage)                                                              | 51. und 130 Gemeindeschule Bestandteil des Ensembles: Gendarmenmarkt & Hausvogteiplatz                                                                               | 1885 von Hermann Blankenstein |                                                      |
| 09095930           | Niederwallstraße 8–9 (Lage)                                                              | Kongregation der Grauen Schwestern Bestandteil des Ensembles: Gendarmenmarkt & Hausvogteiplatz                                                                       | 1890–1892 von Max Hasak |                                                      |
| 09095931           | Niederwallstraße 39 (Lage)                                                               | Dienstgebäude des Kurfürstlichen Jägerhofes Bestandteil des Ensembles: Gendarmenmarkt & Hausvogteiplatz                                                              | um 1775, Umbau und Aufstockung 1857 von Hermann Waesemann |                                                      |
| 09030052           | Oberwallstraße 6–7 (Lage)                                                                | Konfektionshaus Valentin Manheimer Bestandteil des Ensembles: Gendarmenmarkt & Hausvogteiplatz                                                                       | 1889–1891 von Albert Bohm und Paul Engel |                                                      |
| 09020315           | Potsdamer Platz Ebertstraße Leipziger Platz (Lage)                                       | S-Bahnhof Potsdamer Platz | 1937–1939 von Richard Brademann |                                                      |
| 09020315           | Potsdamer Platz Ebertstraße Leipziger Platz (Lage)                                       | S-Bahnhof Potsdamer Platz | Zwischengeschoss, 1906–1907 von Alfred Grenander |                                                      |
| 09030025           | Schützenstraße 6–6A Charlottenstraße 77 (Lage)                                           | Geschäftshaus und Hotel Roter Adler Bestandteil des Ensembles: Schützenstraße                                                                                        | 1903–1904 von Otto Michaelsen |                                                      |
| 09095996           | Schützenstraße 12 (Lage)                                                                 | Mietshaus | 1886 |                                                      |
| 09095998           | Schützenstraße 18, 25 Jerusalemer Straße (Lage)                                          | Mossehaus | 1901–1903 von Cremer & Wolffenstein, Umbau 1921–1923 von Erich Mendelsohn (D), Ergänzung der Teilruine 1993–1995                                                                  |                                                      |
| 09095986           | Stresemannstraße 128 (Lage)                                                              | Ergänzungsbau des Ministeriums für Landwirtschaft, Domänen und Forsten                                                                                               | 1913–1919 von v. Salzwedel |                                                      |
| 09096010           | Taubenstraße 1 Glinkastraße 13/15 Mauerstraße 18–21 (Lage)                               | Allianzversicherung, Geschäftshaus Bestandteil des Ensembles: Mauerstraße                                                                                            | 1900–1901, Aufstockungen 1922–1923 von W. Heerwagen |                                                      |
| 09095932           | Taubenstraße 3 Glinkastraße 16 (Lage)                                                    | Pfarrhäuser der Dreifaltigkeitskirche Bestandteil des Ensembles: Mauerstraße                                                                                         | 1739 |                                                      |
| 09080287           | Taubenstraße 4–6 (Lage)                                                                  | Züricher Allgemeine Unfall- und Haftpflicht-Versicherungsgesellschaft Bestandteil des Ensembles: Mauerstraße                                                         | 1913–1915 von Bielenberg & Moser |                                                      |
| 09096012           | Taubenstraße 10 (Lage)                                                                   | Verwaltungsgebäude der Patzenhofer-Brauerei Bestandteil des Ensembles: Mauerstraße                                                                                   | 1905–1907 von Hermann Dernburg |                                                      |
| 09095933           | Taubenstraße 23 (Lage)                                                                   | Wohn- und Geschäftshaus Bestandteil des Ensembles: Gendarmenmarkt & Hausvogteiplatz                                                                                  | um 1885, Umbau 1924 von Paul Zucker |                                                      |
| 09065007           | Taubenstraße 26 (Lage)                                                                   | Geschäftshaus Bestandteil des Ensembles: Gendarmenmarkt & Hausvogteiplatz                                                                                            | 1910 von Max Reichhelm & Co. |                                                      |
| 09096014           | Taubenstraße 46 (Lage)                                                                   | Geschäftshaus Bestandteil des Ensembles: Mauerstraße | 1896–1897 |                                                      |
| 09030053           | Voßstraße 33 (Lage)                                                                      | Wohnhaus | 1884–1886 von Ende & Böckmann |                                                      |
| 09030053           | Voßstraße 33 (Lage)                                                                      | Wohnhaus | Erweiterungsbauten für die Reichsbahnverwaltung 1934–1935 von Günther Lüttich |                                                      |
| 09011385           | Wilhelmstraße 53 (derzeit im Foyer der Hochschule für Musik, Charlottenstraße 55) (Lage) | Büste Hanns Eisler | 1964 von Fritz Cremer |                                                      |
| 09030029           | Wilhelmstraße 54 (Lage)                                                                  | Geheimes Civil-Cabinett des Kaisers | 1900–1901 von Carl Vohl |                                                      |
| 09095956           | Zimmerstraße 90 (Lage)                                                                   | Geschäftshaus der Markthalle III Bestandteil der Ensembles: Mauerstraße 12... und Checkpoint Charlie                                                                 | 1884–1886 von Hermann Blankenstein |                                                      |

## Gartendenkmale
| Nr.      | Lage                                                                | Offizielle Bezeichnung                                                                                            | Beschreibung                                                           | Bild |
| -------- | ------------------------------------------------------------------- | --- | ---------------------------------------------------------------------- | ---- |
| 09010193 | Leipziger Straße 7 Niederkirchnerstraße 1–4 Wilhelmstraße 97 (Lage) | Ehrenhof, Innenhöfe und Gartenanlagen des Reichsluftfahrtministeriums Bestandteil des Ensembles: Leipziger Straße | Ehrenhof, 1934–1936 (siehe auch Baudenkmal Reichsluftfahrtministerium) |      |
| 09010193 | Leipziger Straße 7 Niederkirchnerstraße 1–4 Wilhelmstraße 97 (Lage) | Ehrenhof, Innenhöfe und Gartenanlagen des Reichsluftfahrtministeriums Bestandteil des Ensembles: Leipziger Straße | Innenhöfe, 1934–1936                                                   |      |
| 09010193 | Leipziger Straße 7 Niederkirchnerstraße 1–4 Wilhelmstraße 97 (Lage) | Ehrenhof, Innenhöfe und Gartenanlagen des Reichsluftfahrtministeriums Bestandteil des Ensembles: Leipziger Straße | Gartenanlagen des Reichsluftfahrtministeriums, 1934–1936               |      |
| 09010193 | Leipziger Straße 7 Niederkirchnerstraße 1–4 Wilhelmstraße 97 (Lage) | Teilverlust: Vorplatz                                                                                             | Nicht mehr Teil des Gartendenkmals                                     |      |

## Bodendenkmale
| Nr.                | Lage                                                                            | Offizielle Bezeichnung                                           | Beschreibung       | Bild |
| ------------------ | ------------------------------------------------------------------------------- | ---------------------------------------------------------------- | ------------------ | ---- |
| 09097750           | Behrenstraße (Lage)                                                             | Bunkeranlage der Dienstvilla Goebbels                            | 1941 von K. Krause |      |
| 09012528           | Ebertstraße (Lage)                                                              | Bunkeranlage der Fahrbereitschaft der Reichskanzlei              | 1941 von K. Krause |      |
| 09011258 (06/2022) | Leipziger Straße 2 (Lage)                                                       | Mosaikbrunnen                                                    | 1920er Jahre       |      |
| 09010169           | Leipziger Straße Straßenland zwischen Grundstück Nr. 46 und Spittelmarkt (Lage) | Reste der Stadtbefestigung                                       | 17. Jh.            |      |
| 09010171           | Mauerstraße Mohrenstraße (Lage)                                                 | Fundamente und Bestattungen der Dreifaltigkeitskirche            | ab Mitte 18. Jh.   |      |
| 09010170           | Mauerstraße (vor Nr. 3–7) Krausenstraße Bethlehemkirchplatz (Lage)              | Fundamente und Bestattungen der Böhmischen oder Bethlehemskirche | ab Mitte 18. Jh.   |      |

## Ehemalige Denkmale
| Nr.      | Lage                                       | Offizielle Bezeichnung       | Beschreibung                                                                    | Bild |
| -------- | ------------------------------------------ | ---------------------------- | ------------------------------------------------------------------------------- | ---- |
| 09080290 | Charlottenstraße 56 Taubenstraße 31 (Lage) | Handelsstätte Friedrichstadt | 1906–1907 von Hugo Sonnenthal, seit 2021 nur noch Ensembleteil statt Baudenkmal |      |